# Бэтмен
Бэ́тмен (англ. Batman), изначально Бэт-мен (англ. Bat-man «Человек-летучая мышь») — персонаж комиксов издательства DC Comics, впервые появившийся в Detective Comics («Детективные комиксы») № 27 в мае 1939 года. Бэтмен является одним из самых популярных и известных героев комиксов. Был создан писателем Биллом Фингером в соавторстве с художником Бобом Кейном. До недавнего времени Боб Кейн считался главным создателем персонажа, но в 2015 году, после множества исследований, авторство было передано Биллу Фингеру, так как настоящий вклад Кейна в создание героя оказался весьма незначительным.
В оригинальной версии биографии Бэтмен — тайное альтер эго миллиардера Брю́са Уэ́йна (англ. Bruce Wayne), успешного промышленника и филантропа. В детстве, став свидетелем убийства своих родителей, Брюс поклялся посвятить свою жизнь борьбе за справедливость. Подготовив себя физически и морально, он надевает стилизованный костюм летучей мыши и выходит на улицы города для противостояния преступникам. Место действия историй о Бэтмене — вымышленный американский город Готэм, созданный на основе Чикаго с элементами Нью-Йорка. При содействии нескольких второстепенных персонажей, в том числе своего напарника Робина, дворецкого Альфреда, комиссара полиции Джеймса Гордона, а также иногда супергероини Бэтгёрл, Бэтмен противостоит преступному сообществу, коррумпированным политикам и продажным представителям власти Готэма, а также группе злодеев, среди которых Джокер, Двуликий, Ядовитый Плющ, Пингвин. В отличие от большинства супергероев, Бэтмен не обладает сверхспособностями, а использует свой высокий интеллект, различные навыки боевых искусств, познания в науке и технике, а также несгибаемую волю, способность внушать страх и запугивать своих врагов.
Почти сразу после своего появления Бэтмен обрёл популярность; меньше чем через год он получил собственную одноимённую серию комиксов. С течением времени появилось несколько вариантов различного толкования персонажа. После выхода телесериала «Бэтмен» в 1966 году образ Бэтмена, воплощённый актёром Адамом Уэстом, использовался в комиксах на протяжении многих лет. В 1980-х годах было решено вернуть более зловещий вид Тёмного рыцаря, что отражено в мини-серии комиксов 1986 года Batman: The Dark Knight Returns (с англ. — «Бэтмен: Возвращение Тёмного рыцаря») авторства Фрэнка Миллера. Образ, переписанный Миллером, стал основой для фильма Тима Бёртона «Бэтмен» 1989 года и перезапуска 2005 года «Бэтмен: Начало» режиссёра Кристофера Нолана, которые позволили возродить популярность персонажа. Как культурная икона Бэтмен был адаптирован для кино, телевидения и книг, а также появляется в различных видах товаров, продающихся по всему миру, таких как видеоигры, игрушки и одежда. В настоящее время Бэтмен входит в тройку величайших героев (вместе с Суперменом и Человеком-пауком), занимая 2 место в списке «Сто лучших героев комиксов всех времён» по версии IGN. 27 сентября 2024 года получил собственную звезду на «Аллее славы» в Голливуде.

## История публикаций

### Создание

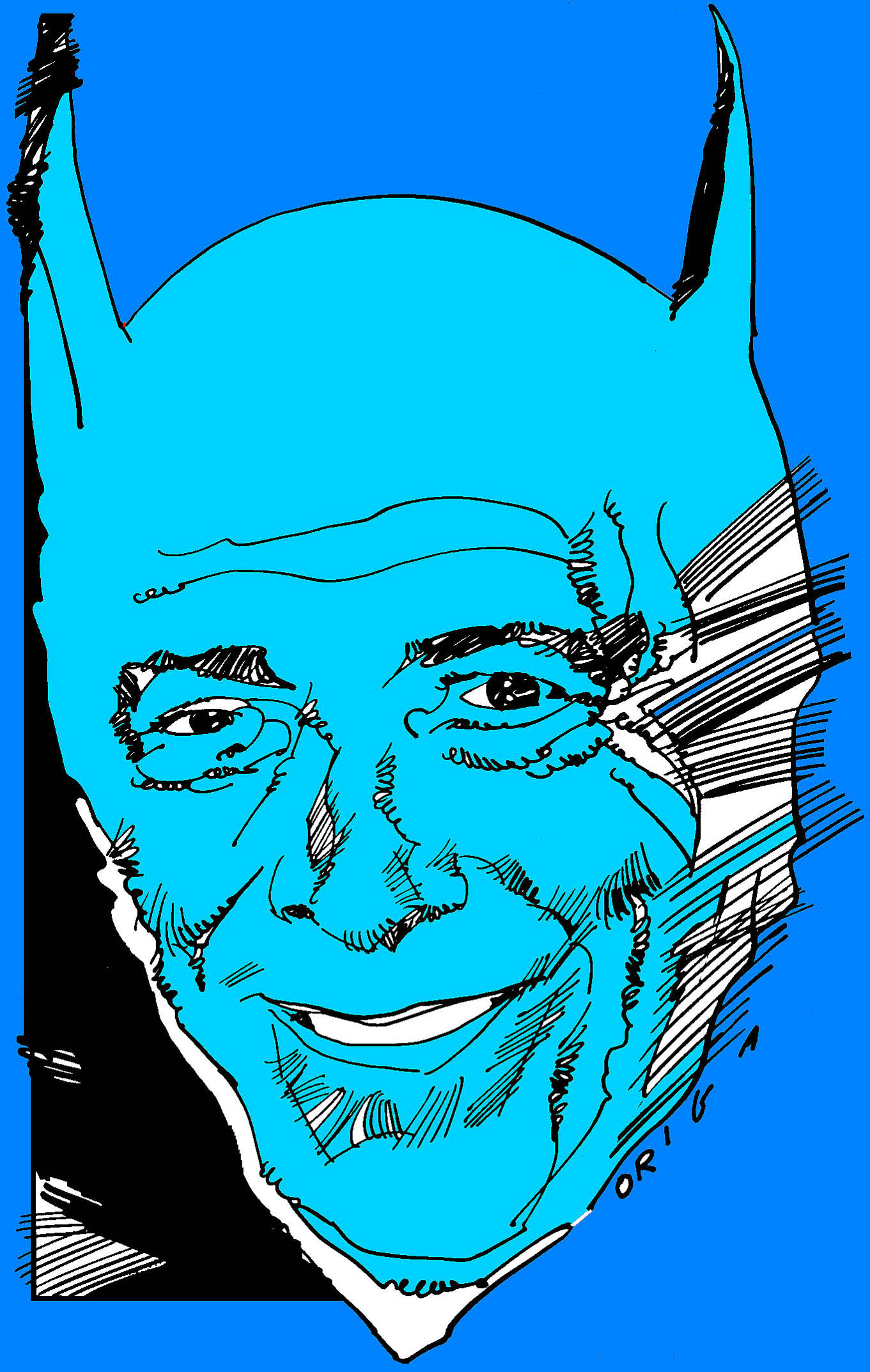
Боб Кейн, создатель Бэтмена, карикатура итальянского художника Грациано Орига, 1993 год

В начале 1939 года успех Супермена в серии Action Comics побудил издателей компании National Publications (будущей DC Comics) начать работу над созданием и выпуском в печать новых персонажей. В ответ на запрос издательства Боб Кейн придумал персонажа Бэт-мена. Билл Фингер, работавший вместе с Кейном над новым героем, рассказал о деталях работы:
У Кейна была идея персонажа с псевдонимом «Бэтмен», и он хотел, чтобы я посмотрел его рисунки. Я подошёл к Кейну, и он нарисовал персонажа, внешне очень похожего на Супермена, — красноватые трико, по-моему, ботинки, без перчаток и без рукавиц, в небольшой маске и раскачивающегося на верёвке. У него были два больших жёстких крыла, которые торчали, как у летучей мыши, и внизу была подпись — БЭТМЕН.
Фингер предложил сделать персонажа в полностью закрытой маске, а не частично, как задумывал Кейн, в плаще вместо крыльев, с перчатками и без красных трико, а также дал имя — Брюс Уэйн, заимствованное у Роберта Брюса — шотландского монарха, дворянина и любимца женщин. Позднее Фингер рассказал, что имя было выбрано под влиянием The Phantom (с англ. — «Фантом») — серии комиксов 1936 года, авторства писателя Ли Фалька, с которым был знаком Кейн.
Различные детали биографии Бэтмена, а также сам сюжет и визуальный дизайн были вдохновлены массовой культурой 1930-х годов — фильмами, журналами, газетами, комиксами, а также личной биографией Кейна. Сам Кейн отмечал, что при создании художественного оформления черпал вдохновение из фильмов «Знак Зорро» 1920 года и «Шёпот летучей мыши» 1930 года, а Фингер называл в качестве повлиявших на его работу литературных персонажей того времени — Дока Сэвиджа из pulp-журналов 30-х годов и Тень из одноимённого журнала при изображении Бэтмена как борца с преступностью и умелого детектива, а также Шерлока Холмса в качестве основы для детективных навыков Бэтмена.
В автобиографии Кейн поделился подробностями создания персонажа:
Однажды я позвонил Биллу [Фингеру] и сказал, что у меня есть новый персонаж Бэт-мен, но он несколько сырой, с несложными набросками, и я хотел бы, чтобы он посмотрел на них. Он пришёл, и я показал ему рисунки. В то время у персонажа была только небольшая маска, такая, которую позже носил Робин. Билл предложил: «Почему бы не сделать его более похожим на летучую мышь, сделать глухую маску, оставив только прорези для глаз, чтобы он был более таинственным?» На том этапе Бэт-мен носил красный костюм, а крылья и маска были чёрными. Я думал, что комбинация с красным цветом будет подходящей. Билл сказал, что костюм слишком яркий: «Сделаем его тёмно-серым, чтобы он выглядел более зловещим». У костюма были жёсткие крылья, прикреплённые к рукам. Мы с Биллом решили, что они будут выглядеть громоздко при движении Бэт-мена, и превратили их в плащ, который был похож на крылья летучей мыши, когда он дрался или спускался вниз по верёвке. Кроме того, у него не было никаких перчаток, и мы добавили их, чтобы он не оставлял отпечатков пальцев.
Оригинальный текст (англ.)One day I called Bill and said, 'I have a new character called the Bat-Man and I've made some crude, elementary sketches I'd like you to look at.' He came over and I showed him the drawings. At the time, I only had a small domino mask, like the one Robin later wore, on Batman's face. Bill said, 'Why not make him look more like a bat and put a hood on him, and take the eyeballs out and just put slits for eyes to make him look more mysterious?' At this point, the Bat-Man wore a red union suit; the wings, trunks, and mask were black. I thought that red and black would be a good combination. Bill said that the costume was too bright: 'Color it dark grey to make it look more ominous.' The cape looked like two stiff bat wings attached to his arms. As Bill and I talked, we realized that these wings would get cumbersome when Bat-Man was in action and changed them into a cape, scalloped to look like bat wings when he was fighting or swinging down on a rope. Also, he didn't have any gloves on, and we added them so that he wouldn't leave fingerprints.

#### Вопрос авторских прав
Кейн подписал авторские права на персонажа вместе с условием обязательного указания его авторства на обложках всех комиксов о Бэтмене. Условие перестало соблюдаться в середине 1960-х — имя Кейна на обложке было заменено на стандартные подписи сценаристов и художников, работавших над выпуском. В конце 1970-х, когда Джерри Сигел и Джо Шустер добились упоминания created by (с англ. — «созданный [кем]») в отношении Супермена, вместе с Уильямом Молтоном Марстоном в отношении Чудо-женщины, в комиксах о Бэтмене стали добавлять created by Bob Kane (с англ. — «созданный Бобом Кейном») вместе с традиционными подписями авторов того или иного выпуска.
В отличие от Кейна, Билл Фингер не получил аналогичного признания. Он упоминался как автор персонажа вплоть до 1960-х годов, когда его роль в создании Бэтмена была постепенно приуменьшена. В выпуске Batman № 169 в феврале 1965 года редактор Юлиус Шварц назвал Фингера создателем Загадочника — одного из постоянных суперзлодеев в комиксах о Бэтмене. Вскоре контракт с Фингером регулировал только количество выпущенных с его участием номеров, а не упоминание его как автора на обложках. Кейн писал: «Билл был в унынии из-за отсутствия крупных достижений в своей карьере. Он чувствовал, что не использовал весь свой творческий потенциал, и успех прошёл мимо него». На момент смерти Фингера в 1974 году DC Comics так официально и не отметила Фингера как одного из создателей Бэтмена, однако он считается одним из главных авторов Зелёного Фонаря.
Джерри Робинсон, работавший в то время вместе с Фингером и Кейном, подверг критике решение Кейна самолично владеть правами на Бэтмена. Он прокомментировал своё заявление в интервью в 2005 году изданию The Comics Journal тем, что Кейн, в отличие от созданного им персонажа, не собирается делиться ни славой, ни деньгами:
Необходимо включить Билла в список авторов, потому что я знаю, что он там был. Это единственная вещь, которую я никогда не простил Бобу. <…> Должно было быть так же, как у Сигела и Шустера — указание авторства одного писателя и одного художника.
Поначалу Кейн опровергал претензии Фингера в адрес прав на персонажа и в 1965 году отправил открытое письмо в адрес поклонников, где говорил, что Фингер «представил всё так, что он сам создал Бэтмена, а также Робина и остальных ведущих супергероев и суперзлодеев». По словам Кейна, все заявления Фингера не что иное, как мошенничество, и абсолютно не соответствуют действительности. Кейн также прокомментировал отсутствие имени Фингера на обложках комиксов, назвав его одним из тех «писателей-призраков», которые должны оставаться в тени, а если бы он хотел видеть своё имя на обложках, то перестал бы быть «призраком» и предложил бы что-нибудь новаторское. В 1989 году Кейн снова вернулся к ситуации с Биллом Фингером, упомянув её в одном из интервью:
В те времена политика DC была такова, что указывалось имя художника, а не писателя. Если ты не можешь писать — привлекают других, но их имя никогда не указывается в готовом варианте комикса. Так как Билл никогда не спрашивал меня об этом [об имени автора], я добровольно не начинал этот разговор. Думаю, всё дело в моём эго тех времён. Я действительно расстроился, когда узнал, что он [Фингер] умер.
Оригинальный текст (англ.)In those days it was like, one artist and he had his name over it [the comic strip] — the policy of DC in the comic books was, if you can't write it, obtain other writers, but their names would never appear on the comic book in the finished version. So Bill never asked me for it [the byline] and I never volunteered — I guess my ego at that time. And I felt badly, really, when he [Finger] died.

### Первые публикации

Обложка выпуска Detective Comics № 27 (май 1939 года), первое появление Бэтмена, художник — Боб Кейн

Первый сюжет в комиксах о Бэтмене, The Case of the Chemical Syndicate (с англ. — «Дело о Химическом синдикате»), был опубликован в выпуске Detective Comics № 27 в мае 1939 года. Изначально истории о Бэтмене были написаны в стиле pulp-журналов, что проявлялось не только в оформительской деятельности художников, но и в раскаянии самого персонажа в нанесении увечий преступникам. Бэтмен обрёл популярность и получил собственную серию комиксов в 1940 году, параллельно продолжая появляться и в Detective Comics. В то время компания National Publications была самым крупным издателем комиксов, и Бэтмен вместе с Суперменом и Чудо-женщиной стали краеугольным камнем успеха издательства. Бэтмен и Супермен начали появляться бок о бок в серии World’s Finest Comics (с англ. — «Самые замечательные комиксы мира»), которая первоначально выходила под названием World’s Best Comics (с англ. — «Лучшие мировые комиксы») и дебютировала осенью 1940 года. Среди создателей серии были Джерри Робинсон и Дик Спрэнг.
В течение нескольких первых выпусков были добавлены несколько элементов персонажа — детали внешнего вида, характера. Кейн рассказал, что в течение первых шести выпусков он сделал подбородок Бэтмена более выраженным, а также удлинил уши на маске костюма, устоявшийся образ Бэтмена он получил примерно через год. Пояс Бэтмена, который впоследствии стал его неизменным атрибутом, появился в выпуске Detective Comics № 29 в июле 1939 года, а первые технические приспособления — крюки, бумеранги с логотипом летучей мыши, а также первое средство передвижения — Бэтаплан, аналог летательного аппарата, — появились в № 31. История происхождения и детство персонажа были показаны в № 33 в ноябре 1939 года. Фингер стал автором истории об убийстве родителей Уэйна, свидетелем которого он стал, когда был ребёнком. На странице был изображён юный Брюс Уэйн, который, стоя у могилы своих родителей, клянётся отомстить за их смерть и посвятить свою жизнь борьбе с преступностью.
Вскоре версия Бэтмена, аналогичная pulp-журналам, стала исчезать, делая его всё более уникальным персонажем. В выпуске Detective Comics № 38 в апреле 1940 года случилось первое появление Робина — юного напарника Бэтмена. Персонаж Робина был введён по предложению Фингера, который посчитал, что Бэтмену необходим свой «Ватсон», с которым он мог бы говорить. Продажи серии выросли почти в два раза, несмотря на то, что Кейн предпочитал видеть Бэтмена сольным героем, а введение Робина дало начало тенденции появления молодых напарников у взрослых супергероев.
К 1942 году были введены практически все каноничные детали историй о Бэтмене. В первые годы после Второй мировой войны DC Comics начала ориентироваться на создание сюжетов, максимально отдалённых от тяжёлого положения дел того времени — только что закончившейся войны, которая унесла множество жизней. Издательство избавилось от мрачных и угнетающих сюжетов, которые публиковались вплоть с 1940 года. Вместо них Бэтмен был представлен как респектабельный и добропорядочный гражданин в городе, лишённом засилья преступности и какого-либо иного негатива.

### 1950 — начало 1960-х годов

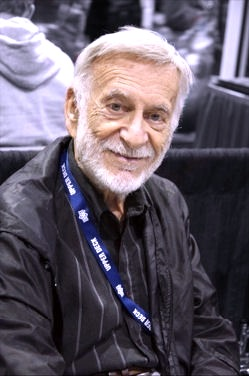
Джерри Робинсон — соавтор серии в 1940—1950-х годах и один из самых заметных сценаристов, работавших над ней за весь период публикаций

После спада популярности комиксов в 1950-х годах Бэтмен стал одним из немногих персонажей, чьи комиксы не были сняты с публикации. В сюжетной линии The Mightiest Team in the World (с англ. — «Самая могучая команда в мире») в выпуске Superman № 76 в июне 1952 года Бэтмен впервые объединяется с Суперменом в рамках основной серии, и оба узнают о настоящих личностях друг друга. Вслед за успехом сюжетной линии серия World’s Finest Comics, где оба героя уже работали вместе, частично изменила структуру повествования, представив героев в одной команде, а не по отдельности, как было ранее. Серия стала коммерчески успешна и просуществовала вплоть до масштабного перезапуска в 1986 году.
Комиксы о Бэтмене стали объектом критики в книге психолога Фредерика Вертама «Совращение невинных» (англ. Seduction of the Innocent), которая вышла в 1954 году. Вертам высказал мнение, что дети способны подражать увиденному в комиксах, в том числе преступлениям, а потому серии комиксов о Бэтмене негативно влияют на подростков. После всплеска популярности детективов, триллеров и ужасов комиксы обвинили в растущем уровне преступлений среди подростков. Некоторые пойманные юные преступники признавались в чтении комиксов, что и стало причиной принятия их за «общий знаменатель», а Вертам попытался переложить вину за совершённые преступления с детей и их родителей на комиксы, которые они читали. Ещё одним моментом, на который обратил внимание Вертам, стал намёк на гомосексуальные отношения Бэтмена и Робина в одном из выпусков. В результате подобных спекуляций, популярность комиксов снизилась, а издательства ввели систему цензурирования Comics Code Authority, позволяющую отслеживать уровень насилия в комиксах, а истории о супергероях, без труда поддерживающих спокойствие в своём городе, снова стали набирать популярность. DC ввели двух новых персонажей-женщин — Бэтвумен в 1956 и новую Бэтгёрл — Барбару Гордон — в 1961 году.
В конце 1950-х годов сюжеты в комиксах о Бэтмене стали носить научно-фантастический характер, ориентируясь на других персонажей DC, в историях о которых успешно появлялись фантастические допущения в области науки. Были введены новые персонажи, такие как немецкая овчарка Эйс и имп Бэт-Майт, а в сюжетных линиях всё чаще начинают появляться космические пришельцы. В феврале 1960 года, в выпуске The Brave and the Bold № 2, Бэтмен дебютировал в составе Лиги Справедливости Америки, а спустя год — в одноимённой серии комиксов как один из главных персонажей.

### Переосмысление персонажа

Бэтмен (Адам Уэст) и Робин (Берт Уорд) из телесериала 1966 года. Образ персонажа, созданный Уэстом, использовался в комиксах на протяжении последующих нескольких лет

В 1964 году популярность комиксов о Бэтмене резко упала. Боб Кейн предположил, что вследствие этого DC могут принять решение «убить» Бэтмена, однако вместо этого пост сценариста основной серии занял Юлиус Шварц. Он стал инициатором радикальных изменений, начавшихся с выпуска Detective Comics № 327 в мае 1964 года. Шварц решил вернуть детективный жанр в истории о Бэтмене, а для изменения образа персонажа пригласил художника Кармайна Инфантино. Был переработан костюм Бэтмена и бэтмобиль, на которые был добавлен логотип — жёлтый эллипс со стилизованным изображением чёрной летучей мыши. Космические пришельцы и новые персонажи начала 1960-х, а также Бэтвумен и некоторые другие герои были удалены из сюжета, а дворецкий Уэйна, Альфред, был убит, однако быстро возвращён назад из-за негативной реакции читателей. В особняк Пэлисайдс переехала ещё одна родственница Уэйна — тётя Гарриет, которая стала жить вместе с Брюсом и Диком Грейсоном.
Выход телесериала «Бэтмен» в 1966 году оказал значительное влияние на комикс-персонажа. Популярность серии начала расти, а продажи выпусков приблизились к 900 000 копий. Вслед за телесериалом в серии комиксов были введены такие персонажи, как новая Бэтгёрл, а также возвращение Альфреда. Несмотря на успех среди поклонников комиксов сериал был отменён в 1968 году, и продажи комиксов о Бэтмене в очередной раз начали снижаться.
В 1969 году серией занялись писатель Деннис О’Нил и художник Нил Адамс, которые предприняли ряд попыток дистанцировать образ Бэтмена от сериального образа Адама Уэста и вернуть персонажа к его корням, сделав истории снова мрачными, а Бэтмена — «ночным Тёмным рыцарем». О’Нил рассказал, что в начале работы посещал библиотеку DC, где читал ранние выпуски комиксов о Бэтмене, чтобы ознакомиться с работой Кейна и Фингера.
Первым совместным сюжетом О’Нила и Адамса был The Secret of the Waiting Graves (с англ. — «Тайна ожидающих могил») в выпуске Detective Comics № 395 в январе 1970 года. Несколько сюжетов тех времён были написаны О’Нилом и Адамсом вместе с Джулиусом Шварцем, а также с контурщиком Диком Джордано, а позже — группой различных писателей и художников, работавших над серией. Джордано рассказывал: «Мы вернулись к мрачному и тёмному Бэтмену, и я думаю, поэтому эти истории были приняты так хорошо. Даже сегодня мы всё ещё используем образ Бэтмена варианта Адамса — с заострённым ушками и длинным плащом». Хотя работа Адамса и О’Нила добилась широкого признания среди поклонников комиксов, она лишь незначительно помогла увеличить уровень продаж. Аналогичная ситуация возникла и со следующими авторами серии — писателем Стивом Энглхартом и художником Маршалом Роджерсом, работавшими над выпусками № 471—476 с августа 1977 по апрель 1978 года, впоследствии повлиявшими на Тима Бёртона в работе над фильмом «Бэтмен» 1989 года и адаптированными для одноимённого мультсериала 1992 года. Число продаж комиксов о Бэтмене продолжало снижаться вплоть до 1980-х годов, достигнув рекордно низкого уровня к 1985 году.

### Серия Фрэнка Миллера и последующий период
В феврале — июне 1986 года вышла мини-серия Batman: The Dark Knight Returns (с англ. — «Бэтмен: Возвращение Тёмного рыцаря»), автором которой стал Фрэнк Миллер. Серия, рассказывающая историю пятидесятилетнего Брюса Уэйна, вызвала крупный всплеск популярности персонажа, вернула былой финансовый успех, а также стала одной из самых заметных серий издательства.
В том же году Деннис О’Нил снова занял пост редактора серии о Бэтмене и стал одним из инициаторов крупномасштабного кроссовера — Кризис на Бесконечных Землях, который изменил статус-кво личностей супергероев издательства. Кроссовер внёс значительные изменения во вселенную DC, изменив 50-летнюю концепцию повествования посредством отмены Мультивселенной — бесконечного множества параллельных миров, после чего все серии DC Comics были обнулены и «перезапущены» заново. О’Нил рассказал, что был нанят специально для того, чтобы полностью обновить персонажа. Одним из результатов стала сюжетная арка Batman: Year One (с англ. — «Бэтмен: Год первый») в выпусках Batman № 404—407 в феврале — мае 1987 года, в котором Фрэнк Миллер и художник Дэвид Маззучели переписали происхождение Бэтмена. Позже уже устоявшийся мрачный стиль серии продолжили писатель Алан Мур и художник Брайан Болланд, выпустив одиночный выпуск Batman: The Killing Joke (с англ. — «Бэтмен: Убийственная шутка»), в котором Джокер, в попытке свести с ума комиссара Гордона, ранит выстрелом его дочь, Барбару, лишая её возможности ходить, а затем похищает его самого для осуществления физических и психологических пыток.
Широкое внимание комиксы о Бэтмене привлекли в 1988 году, когда был открыт аудиотекс для голосования читателей относительно того, умрёт ли второй Робин Джейсон Тодд или нет. Читатели, с разницей в 28 голосов, проголосовали за смерть Тодда, которая случилась в сюжете Batman: A Death in the Family (с англ. — «Бэтмен: Смерть в семье»). Спустя год вышел в свет полнометражный фильм Тима Бёртона, который окончательно вернул Бэтмену внимание общественности, а создателям принёс миллионы долларов прокатной и маркетинговой прибыли. Тем не менее, три последующих фильма — «Бэтмен возвращается» Бёртона, а также «Бэтмен навсегда» и «Бэтмен и Робин» Джоэла Шумахера — не были настолько успешны в прокате. Успешный перезапуск франшизы о Бэтмене произошёл с выходом фильмов режиссёра Кристофера Нолана: «Бэтмен: Начало» в 2005 году, «Тёмный рыцарь» в 2008 году и «Тёмный рыцарь: Возрождение легенды» в 2012 году. В 1989 году стартовала серия Legends of the Dark Knight (с англ. — «Легенды Тёмного рыцаря»), проданная в количестве полумиллиона копий и ставшая первой сольной серией Бэтмена с 1940 года.
В 1993 году в сюжетной арке Batman: Knightfall (с англ. — «Бэтмен: Падение рыцаря») появляется новый злодей — Бэйн, который ломает Брюсу Уэйну позвоночник. Пока Бэтмен выздоравливает, его плащ носит Жан-Поль Велли, известный как Азраил, — потенциальный убийца и линчеватель Готэма. Над этим и следующими кроссоверами о Бэтмене 1990-х годов работали писатели Даг Монк, Чак Диксон и Алан Грант. В 1998 году вышел кроссовер Batman: Cataclysm (с англ. — «Бэтмен: Катаклизм»), ставший подводящим к годичной сюжетной линии 1999 года Batman: No Man’s Land (с англ. — «Бэтмен: Ничейная территория»), объединившей в себе все события, произошедшие с Бэтменом с момента перезапуска в 1986 году, и закончившейся разрушением Готэма. После окончания серии О’Нил ушёл с поста редактора, и его место занял Боб Шрек.

### 2000 год — настоящее время
В конце 1990-х работу над серией начал Джеф Лоэб, ранее работавший в качестве сценариста на телевидении. Вместе с Тимом Сэйлом он написал две мини-серии — The Long Halloween (с англ. — «Длинный Хэллоуин») и Dark Victory (с англ. — «Тёмная победа»), события которых стали провалом в ранней карьере Бэтмена, противостоящего суперзлодеям, история которых тоже была переписана (в первую очередь Харви Дента), а некоторые были убраны из сюжета, например, Праздник, что вызвало недовольство поклонников. В 2003 году Лоэб вместе с художником Джимом Ли начал работу над одной сюжетной аркой — Batman: Hush (с англ. — «Бэтмен: Молчание») в рамках основной серии о Бэтмене. Арка из двенадцати выпусков представила Бэтмена и Женщину-кошку в борьбе против рассадника злодеев Готэма, а также «воскресила» Джейсона Тодда, который отправился на поиски таинственного злодея по имени Хаш. Примечательно, что среди читателей комиксов Джейсон Тодд считался одним из персонажей, на воскрешение которых и очередное появление в комиксах не было надежды, несмотря на то, что почти все убитые персонажи рано или поздно возвращаются. Среди поклонников комиксов существовал афоризм, который назывался «Условие Баки» (по имени Баки Барнса, персонажа Marvel Comics, напарника Капитана Америки): «Никто не останется мёртвым, кроме Баки, Джейсона Тодда и дяди Бена». Возвращение Тодда было положительно воспринято читателями, а сам сюжет стал первой работой Джима Ли в рамках постоянной серии комиксов. Сюжет стал успешным и в финансовом плане, заняв первое место в списке продаж Diamond Comic Distributors, где истории о Бэтмене отсутствовали с 1993 года, когда вышел выпуск Batman № 500. Возвращение Тодда заложило основы для сюжетной линии писателя Джадда Винника Under the Hood (с англ. — «Под колпаком»), где Тодд стал злодеем по имени Красный колпак.
В 2005 году была запущена серия All-Star Batman and Robin (с англ. — «Сверхновый Бэтмен и Робин»), которая не входила в основной канон вселенной DC, а события в ней разворачиваются в одном из миров Мультивселенной. Серия, написанная Фрэнком Миллером и иллюстрированная Джимом Ли, была положительно воспринята критиками и читателями и стала успешна в финансовом плане.
Начиная с 2006 года постоянными сценаристами двух текущих серий о Бэтмене — Batman и Detective Comics — стали Грант Моррисон и Пол Дини соответственно. Вместе с Дини Моррисон вернул в сюжет тенденции 1950-х годов — научную фантастику, а многие из прошлых сюжетов были пересмотрены и представлены как наркотические галлюцинации Бэтмена. Кульминацией работы Моррисона стала сюжетная линия Batman R.I.P. (с англ. — «Покойся с миром, Бэтмен»), где персонаж противостоял неизвестной ранее организации «Чёрная перчатка», целью которой стало свести Бэтмена с ума. Сюжетная линия стала подводящей к масштабному кроссоверу Моррисона — Final Crisis (с англ. — «Финальный кризис»), в котором была показана мнимая смерть Бэтмена от руки Дарксайда. В 2009 году вышла серия Batman: Battle for the Cowl (с англ. — «Бэтмен: Битва за капюшон», «капюшон» — ссылка на маску Бэтмена), где герои, убеждённые в смерти Бэтмена, решают, кто займёт его место. Новым Бэтменом становится протеже Уэйна — Дик Грейсон, а сын Уэйна Дэмиен становится новым Робином. В июне 2009 года Винник вернулся к работе над Бэтменом, в то время как Грант Моррисон занялся отдельной серией Batman and Robin (с англ. — «Бэтмен и Робин»).
На 2011 год Бэтмен регулярно появляется в нескольких постоянных сериях (основного канона и альтернативных вселенных): Detective Comics и Batman, стартовавших в 1939 и 1940 году соответственно; переписанном третьем томе Catwoman (с англ. — «Женщина-кошка»), стартовавшем в 2010 году после Темнейшей ночи; втором томе серии Batman and the Outsiders (с англ. — «Бэтмен и Аутсайдеры»), который был запущен в июле 2011 и рассказывает о работе Бэтмена совместно с командой Аутсайдеров; продолжающихся с августа 2009 года сериях Batman and Robin (с англ. — «Бэтмен и Робин»), Gotham City Sirens (с англ. — «Сирены Готэма»), Red Robin (с англ. — «Красный Робин»); Birds of Prey (с англ. — «Хищные птицы»), стартовавшей в 2010 году, в которой Бэтмен показан в составе одноимённой команды; и пяти сериях, стартовавших в 2011 году: Batman: The Dark Knight (с англ. — «Бэтмен: Тёмный рыцарь») (том 2), Batman Incorporated (с англ. — «Объединение Бэтмена»), Batwoman (с англ. — «Бэтвумен»), The All New Batman: The Brave and the Bold (с англ. — «Полностью новый Бэтмен: Отважный и смелый»), основанной на мультсериале «Бэтмен: Отважный и смелый», а также четвёртый том Batman Beyond (с англ. — «Бэтмен будущего»). В рамках «перезапуска» DC Comics после окончания кроссовера Flashpoint (с англ. — «Флэшпоинт»), получившего название The New 52, 52 серии были обнулены и начаты заново с новыми авторами, а остальные перестали публиковаться. Создатели сообщили, что структура повествования Бэтмена претерпит незначительное изменения и будет во многом походить на оригинальную. Связанные с Бэтменом серии, которые начались заново с сентября 2011 года:
- Batman #1, под авторством Скотта Снайдера и иллюстрациями Грега Капулло;
- Detective Comics #1, автора и художника Тони Даниэла;
- Batwing #1, писателя Джадда Винника и художника Бена Оливера;
- Batman: The Dark Knight #1, автора и художника Дэвида Финча;
- Batman and Robin #1, автора Питера Томаси и художника Пэта Глисона;
- Batgirl #1, автора Гейла Саймона и художника Адриана Сифа;
- Batwoman #1, автора Джеймса Х. Уильяма III и Хэйдена Блэкмена, и художника Эми Ридер;
- Nightwing #1, автора Кайла Хиггинса и художника Эдди Барроуза;
- Catwoman #1, автора Джадда Виника и художника Гиллема Марча;
- Birds of Prey #1, автора Дуэйна Свержински и художника Джизеса Сэйза;
- Red Hood and the Outlaws #1, автора Скотта Лобделла и художника Кеннета Рокафо[67] рта.

Грант Моррисон займёт место сценариста второго тома Batman Incorporated, который начнётся с 2012 года после окончания сюжетной линии Leviathan (с англ. — «Левиафан»).

## Биография
Биография Бэтмена за 70 лет претерпела множество изменений, значительных и незначительных, что связано с политикой DC. С течением времени персонажи неизбежно стареют, и, чтобы избежать этого или возможных нестыковок с альтернативными сюжетами, издательство может «перезапустить» историю, что и случилось в 1986 году после кроссовера Кризис на Бесконечных Землях. Историк Роберт Пиросон в начале 1990-х годов отметил, что в отличие от многих персонажей у Бэтмена нет своеобразной «предыстории», которая бы имела место в определённый период и которую можно было бы брать за основу; особенности его биографии менялись с течением более чем пяти десятилетий, обрастая новыми подробностями.
Обычно центральным событием в жизни Бэтмена, «отправной точкой» практически любого варианта его биографии принято считать смерть родителей, когда он был ребёнком. Брюс Уэйн был морально травмирован, став свидетелем убийства его отца, врача Томаса Уэйна и матери Марты Уэйн, которых выстрелом из пистолета убивает грабитель Джо Чилл. Юный Брюс решает искоренить преступность в Готэме, позже став мстителем в маске по прозвищу Бэтмен. Историки комиксов также признают значительным появление Робина, однако с приходом Денниса О’Нила на пост сценариста, а позже — редактора серии, Робин отодвинут на задний план, в надежде установить преемственность между сериями.

### Золотой век
С первого своего появления в Detective Comics № 27 в 1939 году Бэтмен сразу был представлен как борец с преступностью. История детства Брюса Уэйна была показана в выпуске № 33, а позже конкретизирована в № 46. Согласно этим выпускам, Брюс родился 19 февраля в семье Томаса и Марты Уэйн — богатых промышленников Готэма, занимавшихся благотворительностью и благоустройством города, однако Томас Уэйн работал врачом в госпитале вместо того, чтобы заниматься корпорацией. Брюс вырос в фамильном особняке Уэйнов — Пэлисайдс — в пригороде Готэма и рос привилегированным ребёнком до восьми лет, пока его родители не погибли на глазах у маленького Брюса от руки мелкого бандита Джо Чилла на пути из кинотеатра. На похоронах родителей Брюс поклялся отомстить за смерть родителей и заняться искоренением преступности в Готэме. Он проходит интенсивную физическую подготовку, обучается боевым искусствам, навыкам детектива, однако понимает, что одной физической формы недостаточно. Уэйн считал, что «преступники довольно суеверны и трусливы», а потому его внешний вид должен внушать им страх. Он искал подходящий образ, в это время в окно влетела летучая мышь, и Брюс решил принять за основу её образ и взять псевдоним «Бэтмен».
В начале своей карьеры Бэтмен был отрицательно воспринят полицией, которые считали «мстителя в маске» не более, чем психопатом. В тот период у Брюса была невеста, Джули Мэдисон, а чуть позже Уэйн берёт к себе сироту Дика Грейсона — циркового акробата, который стал его напарником Робином. Бэтмен становится одним из основателей Общества Справедливости Америки и вместе с Суперменом — почётным его членом. Полиция города начинает относиться к нему более благосклонно, и скоро он получает звание почётного детектива полиции Готэма. Некоторое время спустя в город прибывает Альфред Пенниуорт — дворецкий четы Уэйнов — и после того, как он узнаёт тайну личности Бэтмена, становится его союзником и помощником.

### Серебряный и Бронзовый века
Началом Серебряного века DC считается 1956 год и появление нового Флэша — Барри Аллена. Стиль историй о Бэтмене сменился менее мрачным в период между Золотым и Серебряным веками, и к началу 1960-х годов они включали в себя научно-фантастические элементы — космических пришельцев, научные опыты, однако к выпуску Detective Comics № 327, вышедшему в мае 1964 года, Бэтмен снова вернулся к своим корням детектива.
После введения Мультивселенной в начале 1960-х годов выясняется, что все персонажи Золотого века жили на Земле-2, а Серебряного — на Земле-1, и та история происхождения, что была описана ранее, относилась к той версии Бэтмена, которая теперь стала считаться альтернативной. Сам персонаж обозначался как Бэтмен с Земли-2, и позже в выпуске Superman Family № 211 было показано, что он женился на Женщине-кошке с Земли-2 — Селине Кайл — и стал отцом Хелены Уэйн, позже известной как Охотница. Впоследствии Охотница вместе с Диком Грейсоном — Робином с Земли-2 — встаёт на защиту Готэма. Эта история Бэтмена считается альтернативной и не вхожей в основной канон, однако комиксы о Бэтмене были опубликованы без перерыва, в отличие от аналогичных персонажей DC: Зелёного Фонаря Алана Скотта и Хэла Джордана и Флэша Джея Гаррика и Барри Аллена. В течение последующих десятилетий подробности происхождения основного Бэтмена с Земли-1 были изменены или расширены, как пример — встреча с будущим Суперменом в юности и воспитание дядей Филипом Уэйном, который появился в выпуске Batman № 208 в феврале 1969 года. В 1980 году тогдашний редактор серии Пол Левитц стал автором серии Untold Legend of the Batman (с англ. — «Нерассказанная история Бэтмена»), в которой тщательно и в хронологическом порядке описал биографию Брюса Уэйна.
В течение всего периода Бэтмен работает вместе с другими героями, в первую очередь с Суперменом, с которым впервые объединился в 1954 году в рамках серии World’s Finest Comics и появлялся вплоть до её окончания в 1986 году. Бэтмен и Супермен, как правило, изображаются как близкие друзья, которые в курсе настоящих личностей друг друга. Вместе они становятся основателями Лиги Справедливости Америки в выпуске Brave and the Bold № 28. В 1970-х Brave and the Bold сменила название на Batman, а сам герой ежемесячно появлялся в команде с несколькими персонажами.
В 1969 году Дик Грейсон начинает посещать колледж, что стало толчком к пересмотру некоторых моментов историй о Бэтмене. Сам Брюс Уэйн переезжает из своего особняка в пентхаус на вершине небоскрёба Wayne Enterprises в центре Готэма для того, чтобы быть ближе к местам преступления и реагировать более оперативно. В период с середины 1970-х по начало 1980-х годов Бэтмен практически всегда работает в одиночку, иногда объединяясь с Робином или Бэтгёрл. Истории снова вернулись к своему традиционному мрачному наполнению и оформлению, а изображённые преступления были всё более тяжкими. В тот период появилось несколько новых персонажей, и вернулись старые, такие как Джокер — убийца-психопат — и Ра’с аль Гул — террорист в возрасте нескольких сотен лет, который знает о том, что Брюс Уэйн и Бэтмен — одно и то же лицо. В начале 1980-х годов Дик Грейсон уходит с поста Робина и становится отдельным супергероем под псевдонимом Найтвинг.
В финальном выпуске Brave and the Bold № 200 в июле 1983 года Бэтмен покидает Лигу Справедливости и формирует новую команду под названием Аутсайдеры. Он остаётся лидером команды вплоть до выпуска Batman and the Outsiders № 32 в 1986 году, когда серия была отменена.

### Современный век

Бэтмен вместе с Тимом Дрейком — третьим Робином, сменившим погибшего Джейсона Тодда, художник: Джим Ли

После ограниченной серии комиксов Crisis on Infinite Earths (с англ. — «Кризис на Бесконечных Землях») серии издательства были перезапущены в попытке обновить персонажей для более современного периода и нового поколения читателей. Фрэнк Миллер переписал происхождение Бэтмена в 1986 году, в выпусках Batman № 404—407, сделав акцент на твёрдость характера и непоколебимость воли героя. Бэтмен с Земли-2 был окончательно удалён из сюжета, равно как и некоторые моменты биографии Бэтмена времён Серебряного века/с Земли-1, которая теперь именовалась посткризисной, а после отмены Мультивселенной Земля-1 перестала существовать. Пример внесённых изменений — смена честной и эффективной полиции Готэма на коррумпированную и контролируемую преступными группировками города, которые стремились вывести Бэтмена из игры вместо того, чтобы помогать ему, и в результате чего Бэтмен был объявлен вне закона. Несмотря на то, что прошлое Дика Грейсона не изменилось, появился второй Робин Джейсон Тодд — сирота и сын преступника. Удалена история об опекуне юного Брюса Уэйна — Филлипе Уэйне, который был заменён Альфредом Пенниуортом, заботившемся о Брюсе после смерти родителей. Бэтмен уже не является основателем Лиги Справедливости Америки, однако некоторое время был её лидером, когда команда была переформирована в 1987 году. Чтобы заполнить пробелы, образовавшиеся в новой истории Бэтмена после кризиса, DC в 1989 году запустили серию Legends of the Dark Knight (с англ. — «Легенды Тёмного рыцаря»), а также опубликовали ряд мини-серий и отдельных выпусков, которые были сюжетно связаны с сюжетом Миллера 1986 года.
В 1988 году, в выпусках Batman № 426—429, второй Робин Джейсон Тодд погибает от руки Джокера, что делает Бэтмена более жестоким по отношению к преступникам и в то же время менее осторожным. После смерти Тодда Бэтмен несколько лет работает в одиночку и в начале 1990-х годов находит себе нового напарника — Тима Дрейка, который надевает маску Робина. В 2005 году создатели «воскресили» Джейсона Тодда, который оказался по разные стороны баррикад со своим бывшим наставником.
Многие из основных серий о Бэтмене в 1990-х годах были включены в состав кроссовер-серий. В 1993 году DC издали Death of Superman (с англ. — «Смерть Супермена»), а также Knightfall (с англ. — «Падение рыцаря»). В сюжете Knightfall суперзлодей Бейн ломает Тёмному рыцарю позвоночник, и он на некоторое время оставляет роль Бэтмена, передав плащ Азраилу. После окончания Knightfall последующая сюжетная линия раскололась на два направления — приключения Азраила в качестве нового Бэтмена и события, случившиеся с Брюсом Уэйном, и поиски способа снова вернуться к роли Тёмного рыцаря. Обе сюжетные линии объединяются в истории Knight’s End (с англ. — «Конец рыцаря»), где Азраил, ставший более жестоким, терпит поражение от исцелившегося Брюса Уэйна. Уэйн передаёт мантию Бэтмена Дику Грейсону, который в то время уже известен под псевдонимом Найтвинг, временно предлагая ему принять личность Бэтмена, пока Уэйн не будет готов вернуться.
В 1994 году в сюжетной линии Zero Hour: Crisis in Time (с англ. — «Нулевой час: Кризис времени») DC снова изменили пространственно-временной континуум вымышленной вселенной, что затронуло и судьбу персонажей, в том числе Бэтмена. Одним из нововведений стало восприятие Бэтмена как всего лишь городской легенды в качестве наиболее распространённого мнения среди жителей Готэма. Встреча Бэтмена с убийцей его родителей Джо Чиллом была убрана из хронологии, а сюжетная линии Year Two (с англ. — «Второй год»), изданная ранее, была признана неканоничной.
Бэтмен вернулся в Лигу Справедливости в 1996 году, когда Грант Моррисон стал автором новой серии JLA. Хотя Бэтмен в значительной степени способствовал успехам команды, Лига Справедливости вскоре отошла на второй план в основных сериях о Бэтмене. В 1998 году Готэм был разрушен землетрясением и в конечном итоге отрезан от остальной части страны. Лишившись многих технологических ресурсов, Бэтмен противостоит бандам, захватившим город в сюжетной линии 1999 года Batman: No Man’s Land (с англ. — «Бэтмен: Ничейная территория»).
В конце 1990-х годов отношения Бэтмена с департаментом полиции Готэма изменились в худшую сторону во время сюжетов Batman: Officer Down (с англ. — «Бэтмен: Падение офицера») и Batman: War Games/War Crimes (с англ. — «Бэтмен: Военные игры/Военные преступления»). Союзник Бэтмена в полиции комиссар Джеймс Гордон уволен из департамента, а сам Бэтмен объявлен в розыск после того, как один из его планов приводит к войне криминальных группировок в городе, в результате которой власть в городе захватывает Чёрная маска. Ещё одна проблема Бэтмена — Лекс Лютор, суперзлодей, который, став президентом Соединённых Штатов, отменил все правительственные контракты Wayne Enterprises. Лютор организовывает покушение на возлюбленную Уэйна — Веспер — в сюжетных арках Bruce Wayne: Murderer? (с англ. — «Брюс Уэйн: Убийца?») и Bruce Wayne: Fugitive (с англ. — «Брюс Уэйн: Беглец»). Хотя Бэтмену удаётся вернуть доброе имя, он теряет очередного союзника — Сашу Бордо, свою бывшую возлюбленную, которую вербует организация «Шахматы». Когда Бэтмен лишается возможности доказать, что за убийством Веспер стоит Лютор, он решает восстановить справедливость при содействии Талии аль Гул в выпусках Superman/Batman № 1—6: Уэйн добивается банкротства Лютора и краха его компании.
В 2005 году во время кроссовера Identity Crisis (с англ. — «Кризис личности») Затанна, одна из участниц Лиги Справедливости, удаляет некоторые воспоминания Бэтмена для предотвращения мести Доктору Лайту за изнасилование Сью Дибни, жены супергероя Удлиняющегося человека. Это стало началом возникновения недоверия между Бэтменом и остальными членами команды. В конечном итоге это приводит к тому, что по сюжетной линии Марка Уэйда Tower of Babel (с англ. — «Вавилонская башня») в рамках серии JLA Бэтмен окончательно сходит с ума и создаёт спутниковую систему слежения, позволяющую определять местонахождение других героев и убивать их. Он объединяется с Лордом Максвеллом, который убивает супергероя Голубого жука, чтобы не дать тому предупредить Лигу Справедливости о том, кто стоит за убийствами. Ответственность Бэтмена за смерть Голубого жука становится одной из центральных тем для следующего события DC — Infinite Crisis (с англ. — «Бесконечный кризис»), после которого DC снова перестраивает линию повествования. В выпуске Infinite Crisis № 7 Александр Лютор-младший становится причиной объединения трёх вселенных в одну — Новую Землю, и её история снова переписана. Убийцей Марты и Томаса Уэйн снова стал Джо Чилл, который был взят под стражу, что отменяет изменение структуры повествования, произошедшее в Zero Hour: Crisis in Time. Когда Лютор тяжело ранит Найтвинга, Бэтмен не справляется с эмоциями — он берёт пистолет, готовясь расправиться с Лютером, но оружие даёт осечку.
После Бесконечного кризиса, в сюжетной линии Face to Face (с англ. — «Лицом к лицу») Бэтмен вместе с Робином Тимом Дрейком и оправившимся от ранения Найтвингом возвращаются в Готэм после годичного отсутствия. В сюжетной линии 52 Бэтмен учится справляться с эмоциями — проходит ритуал медитации в городе Нандра Парбат. Это становится важной частью преображения Бэтмена, делая его более расчётливым и осмотрительным, лишив его страха, который преследовал его последние годы.
После 52 Уэйн официально принимает Тима Дрейка в качестве своего приёмного сына. Позднее, в сюжете Batman & Son (с англ. — «Бэтмен и сын») у него появляется родной сын — Дэмиен Уэйн — от злодейки Талии аль Гул. Бэтмен вместе с Суперменом и Чудо-женщиной возрождают Лигу Справедливости, а также Аутсайдеров в обновлённом составе.
В сюжетной линии 2008 года Batman R.I.P. (с англ. — «Покойся с миром, Бэтмен») Грант Моррисон указал на явные зачатки психических проблем Уэйна. Неизвестная ранее организация «Чёрная перчатка» воспользовалась нестабильностью Бэтмена и практически добилась потери им рассудка и амнезии. Финальным событием сюжета становится исчезновение Брюса Уэйна после разрушения бэтпещеры и особняка Уэйнов, и все решают, что он погиб во взрыве вертолёта своего противника. Позже DC сочла такой ход не совсем удачным и выпустила серию Last Rites (с англ. — «Последний обряд»), где Брюс Уэйн жив и здоров, отправляется в штаб-квартиру Лиги Справедливости — Зал Справедливости, чтобы помочь расследовать убийство Ориона. В конце Финального кризиса Бэтмен встречает одного из Новых Богов — Дарксайда, который поражает его Санкцией Омега — силой, способной перемещать во времени и пространстве. Бэтмен отправился в далёкое прошлое, в эпоху палеолита, а его труп остался в текущем измерении, и потому он был объявлен погибшим.
В мини-серии из трёх выпусков Battle for the Cowl (с англ. — «Битва за капюшон») близкие друзья Брюса решают, кто займёт его место, и в итоге Дик Грейсон неохотно соглашается стать новым Бэтменом. Тим Дрейк берёт псевдоним Красный Робин и отправляется на поиски Бэтмена, в надежде, что он ещё жив.
В начале кроссовера Blackest Night (с англ. — «Темнейшая ночь») суперзлодей Чёрная рука, один из лидеров Корпуса Чёрных Фонарей, выкапывает тело Брюса Уэйна из могилы и берёт себе его череп. Используя череп в качестве инструмента, он создаёт чёрные кольца и реанимирует погибших героев и злодеев в качестве зомби, а также «возрождает» Некрона — воплощение силы Корпуса и аналога бога смерти. Тело Бэтмена было воскрешено в качестве Чёрного Фонаря вместе с членами его семьи. Позже, из-за того, что тело Брюса поддельное, планы Некрона частично провалились, а сам череп был возвращён в могилу. Позже выясняется, что тело, которое приняли за труп Брюса, — его клон, созданный Дарксайдом во время его неудачной попытки создать армию «Бэтменов». Дик Грейсон пытался возродить тело Уэйна в Яме Лазаря, которую Ра’с аль Гул использует для поддержания вечной жизни, и только узнав о клоне, понял, почему это не возымело эффекта.
Бэтмен возвращается в настоящее время в сюжетной линии Batman: The Return of Bruce Wayne (с англ. — «Бэтмен: Возвращение Брюса Уэйна»), где после длительного путешествия по различным периодам мировой истории он узнаёт, что Дарксайд намеревался превратить его в мощное оружие, заставив накапливать омега-энергию. Благодаря членам Лиги Справедливости: Бустеру Голду, Рипу Хантеру, Супермену и Хэлу Джордану, которые после Финального кризиса следовали за Брюсом в надежде найти его, Бэтмен возвращается в наше время.
После возвращения он снова становится Тёмным рыцарем, только в более глобальном масштабе, оставляя Готэм под надзором Дика Грейсона и Дэмиена Уэйна. В текущей серии Batman, Incorporated (с англ. — «Корпорация Бэтмена») Уэйн решает реализовать идею по созданию своего «Бэтмена» в каждой стране мира, а также публично заявляет, что Wayne Enterprises поможет ему в этом.

### «Перезапуск» в рамкахThe New 52
После «перезапуска» 52-х серий вселенной DC в сентябре 2011 года, Брюс Уэйн вернулся к своему альтер эго Бэтмена и членству в Лиге Справедливости, а предыдущие события оказались вычеркнутыми из основного канона. Дик Грейсон снова начал работать под псевдонимом Найтвинг в качестве напарника Бэтмена.
Отличительные черты, составляющие характер Бэтмена, — его финансовая состоятельность, физическая форма, способность дедуктивно мыслить и одержимость навязчивыми идеями. Некоторые особенности менялись в течение всего периода и отчасти зависели от того или иного сценариста, работавшего над написанием серии. Деннис О’Нил отметил, что процесс создания характера на раннем этапе работы над персонажем не был большой проблемой: «Юлиус Шварц делал Бэтмена в Detective, Мюррей Болтинофф — в Brave and the Bold, и, кроме костюма, они мало в чём совпадали». Юлиус и Мюррей не координировали свою работу, так как, по словам О’Нила, в то время постоянство характера персонажа не было важным.
Убийство родителей изменило всю жизнь Брюса Уэйна. Боб Кейн и Билл Фингер, обсуждая происхождение героя, сходились на мнении, что «нет ничего хуже, чем увидеть смерть родителей своими глазами». Несмотря на детскую травму, Уэйн стал блестящим учёным, довёл своё тело до пика физической формы и снова вернулся в Готэм уже в качестве Бэтмена. По его мнению, причиной гибели его родителей стала система, погрязшая в коррупции и власти криминальных элементов, один из мелких сообщников которых убил и его родителей. В борьбе против преступности города Бэтмену иногда приходится поступаться своими принципами. Основные черты характера персонажа кардинально не менялись, несмотря на то, что были пересказаны различными авторами.

### Брюс Уэйн

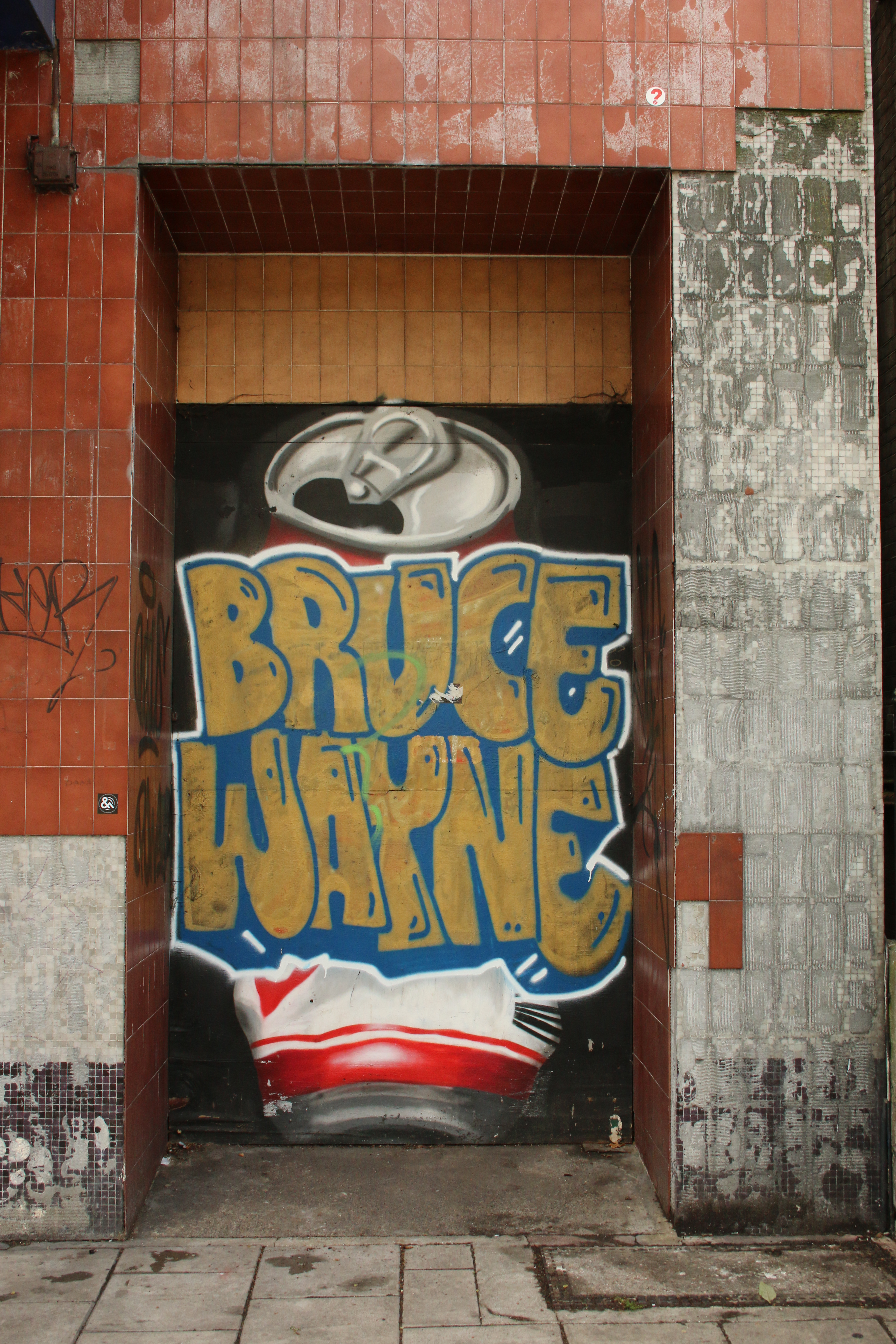
Часть страницы выпуска Batman № 613 (май, 2003), художник Джим Ли: Брюс Уэйн в опере вместе с Селиной Кайл. Чтобы отвести от себя подозрения, Уэйн создал себе образ светского молодого человека, живущего за счёт наследства родителей

В обычной жизни Бэтмен — состоятельный бизнесмен Готэма Брюс Уэйн. Для всего мира он создал себе образ безответственного, не слишком умного молодого человека, любимца женщин, живущего за счёт семейного состояния, которое его семья заработала, инвестируя средства в недвижимость в те времена, когда Готэм был процветающим городом. Брюс — владелец и генеральный директор компании Wayne Enterprises, которая также досталась ему после смерти родителей. Несмотря на это, он также известен как меценат, жертвующий крупные суммы на благотворительность, в частности, он владелец благотворительного фонда Wayne Foundation, который перечисляет средства пострадавшим от рук преступников. Уэйн сознательно создаёт себе противоположный образ, чтобы отвести от себя подозрения относительно его тайного альтер эго. Для поддержания образа он делает вид, что употребляет значительное количество алкоголя, хотя в действительности Брюс — строгий трезвенник, так как занимается поддерживанием идеальной физической формы и здоровья.
Писатели часто сравнивают Бэтмена и Супермена, и в течение всего времени публикаций видны схожие моменты биографии. Оба героя скрывают свою настоящую личность, создавая себе противоположный образ. В современных комиксах Брюс Уэйн изображается в качестве «обёртки» Бэтмена, который является настоящей личностью персонажа, в противовес посткризисному Супермену, когда образ Супермена считался «маской» Кларка Кента. В документальном фильме о психологии персонажа «Batman Unmasked» (с англ. — «Бэтмен снимает маску») доцент кафедры социальной психологии Калифорнийского университета Кристофер Карни отмечал, что Бэтмен как личность движим врождённым гуманизмом Брюса Уэйна.
Как отмечает Уилл Брукер в своей книге, посвящённой Бэтмену, персонаж в первую очередь ориентирован на молодую аудиторию — детей и подростков, а потому ему не обязательно быть Брюсом Уэйном, ему нужен просто костюм, набор технологических гаджетов, а самое главное — мораль, человечность и способность внушать доверие читателю и никогда не ошибаться в своих поступках. Ти Джеймс Маслер в своей книге Unleashing the Superhero in Us All (с англ. — «Раскрытие супергероя в каждом из нас») называет деньги наиболее важной деталью жизни Брюса Уэйна.

### Дик Грейсон
Когда Брюс Уэйн был признан погибшим, а в действительности отправился в путешествие вне пространства и времени, его плащ во второй раз перешёл к Дику Грейсону, ранее известному как Найтвинг. Первый раз, когда Уэйн оправился от перелома позвоночника, но не был готов вернуться, Грейсон неохотно согласился стать новым Бэтменом, однако после предполагаемой смерти Уэйна, он без тени сомнения согласился, заявив, что это никогда не было для него проблемой. Несмотря на это, Уэйн оставил записанное сообщение, где предложил Дику остаться Найтвингом и взять в помощники нового Робина, но Дик, решив, что Готэму необходим новый Тёмный рыцарь, оставил костюм Найтвинга и стал Бэтменом. Уже после возвращения Брюса Уэйна Грейсон всё равно оставался Бэтменом в Готэме, а также членом текущего состава Лиги Справедливости.
В интервью IGN писатель Грант Моррисон рассказал о деталях дальнейшего сотрудничества нового Бэтмена Дика Грейсона с новым Робином Дэмиеном Уэйном, сыном Брюса. Он назвал Робина «противоположным» всем тем, кто носил его маску раньше, а также «задиристым», а нового Бэтмена — более спонтанным и менее мрачным. Комментарий Моррисона:
Дик Грейсон — своего рода непревзойдённый герой. Парень был напарником Бэтмена, когда был ребёнком, он вступил в команды Юных Титанов и тренировался почти с каждым во вселенной DC. Таким образом, он совсем другой Бэтмен. Он намного проще, намного слабее и более спокойный.

## Альтернативные версии и другие персонажи, носившие костюм Бэтмена
В основной вселенной DC плащ Бэтмена, помимо Брюса Уэйна, носили пять персонажей. Когда суперзлодей Хьюго Стрэндж узнал настоящую личность Бэтмена, он на время узурпировал его плащ. Дик Грейсон работал под псевдонимом Бэтмен дважды: первый раз — в начале 1990-х, после того, как Бэтмен поправился после перелома позвоночника, но не был готов снова вернуться; второй раз — в 2008 году, после мнимой смерти Брюса Уэйна, Грейсон надел его костюм и до сих пор работает в Готэме, в то время как Брюс Уэйн выполняет более широкий круг обязанностей вместе с Аутсайдерами. До Грейсона роль Бэтмена взял на себя Жан-Поль Вэлли, известный также как Азраил, но после выявления его криминальных наклонностей плащ достался Грейсону. Во время сюжетной линии Batman: Battle for the Cowl (с англ. — «Бэтмен: Битва за капюшон») недолгое время костюм носили сразу три персонажа — Тим Дрейк и Джейсон Тодд, но оба были побеждены Диком Грейсоном.
В рамках Мультивселенной DC существовали альтернативные версии персонажа, не входящие в основной канон. С 1986 года официально неканоничной версией Бэтмена стал Бэтмен Золотого века комиксов — Бэтмен с Земли-2, который практически аналогичен Бэтмену текущей Земли-1. Практически в каждом из описываемых миров Мультивселенной существовал «свой» Бэтмен. На Земле-10 имел место Лезервинг — нацистский Бэтмен, на Земле-12 — Бэтмен, показанный в мультсериале «Бэтмен будущего». В Антиматериальной вселенной существовал Оулмэн (Owlman, с англ. — «Человек-сова») — суперзлодейская версия Бэтмена Томас Уэйн-младший. В рамках Elseworlds была выпущена серия Batman: Dark Knight Dynasty (с англ. — «Бэтмен: Династия Тёмного рыцаря»), где представлена радикально изменённая биография Брюса Уэйна: он рос вместе с родителями, и взять псевдоним Бэтмен его подвигло мужество его предка Джошуа Уэйнреррайта, а после того, как на его родителей напал Вандал Сэвидж, Брюс решил начать бороться с преступностью. На Земле-30 (Superman: Red Son) существовал Batmankoff — русский террорист, мстящий за убийство своих родителей-диссидентов, одержимый идеей свержения коммунистической партии (после смерти этого «Бэтмена» его сменило сразу несколько новых). В кроссовер-серии Flashpoint, после того, как Флэш Барри Аллен изменяет прошлое, от пули Джо Чилла гибнет Брюс Уэйн, в результате чего его мать Марта сходит с ума и становится Джокером, а его отец Томас становится Бэтменом, который использует в своей борьбе с преступностью более радикальные методы, чем его сын. Точное число альтернативных версий Бэтмена неизвестно; Грант Моррисон уточнил, что наличие многих вселенных лишь подразумевается в тексте комиксов, и почти в каждой теоретически может быть свой Бэтмен.

## Второстепенные персонажи
Признаюсь, иногда я думаю, что Брюс — просто человек в костюме. Но затем, с несколькими устройствами и его универсальным поясом он напоминает мне, что он ещё и чрезвычайно изобретателен. Как мне повезло, что у меня есть возможность обратиться к нему.
Бэтмен находится в тесном взаимодействии как с героями, так и со злодеями, несмотря на своё выраженное желание работать в одиночку. Комиссар Джеймс «Джим» Гордон, союзник Бэтмена в полицейском департаменте Готэма, появился одновременно с Бэтменом в выпуске Detective Comics № 27 в мае 1939 года и продолжает играть заметную роль и по сей день. Немногим позже появились персонажи Альфреда Пенниуорта и Люциуса Фокса. Первый — дворецкий и союзник Бэтмена, помогает ему залечивать раны, а иногда наблюдает за бэткомпьютером или выполняет просьбы Брюса. Альфред заменил Бэтмену отца, бесчисленное множество раз спасал его, помогая с ранами или же морально, а также стал одним из немногих, кому известно, что Брюс Уэйн и есть «мститель в маске». Второй — бизнес-менеджер Уэйна, невольно ставший помощником в поставке вооружения для Бэтмена, когда узнал его настоящую личность.
Наиболее заметную роль в историях о Бэтмене играет его напарник Робин. Первый герой, носивший псевдоним Робин, Дик Грейсон, в конечном счёте оставил своего наставника и стал самостоятельным супергероем под псевдонимом Найтвинг, хотя по-прежнему и продолжал помогать Бэтмену; второй Робин — Джейсон Тодд — был жестоко избит Джокером, а позже погиб из-за взрыва, учинённого им же, однако спустя много лет возвращается уже в качестве антигероя по прозвищу Красный колпак. Тим Дрейк, третий Робин, появился в 1989 году и стал главным персонажем в отдельной серии комиксов.
Периодически Бэтмен работает в команде с несколькими супергероями, пример тому — Лига Справедливости и Аутсайдеры, а также вместе с его товарищем по Лиге, Суперменом в сериях World’s Finest Comics и Superman/Batman. В докризисной вселенной оба изображались как близкие друзья, однако после кризиса в 1986 году их отношения не более, чем взаимоуважительные, а иногда и проблемные, ввиду разных взглядов на борьбу с преступностью.
Женщины в жизни Бэтмена присутствовали на протяжении всех этапов его карьеры, как обычные — Вики Вэйл, Джули Мэдисон, Сильвер Клод, так и союзницы и супергероини, такие как Чудо-женщина и Саша Бордо, и даже отрицательные персонажи — Женщина-кошка и Талия аль Гул. Талия стала матерью его сына Дэмиена, а Женщина-кошка — матерью его дочери Хелены на Земле-2 Золотого века комиксов. Все романтические отношения Бэтмена, как правило, непродолжительны, однако близкая дружба с Женщиной-кошкой присутствует практически в каждом новом перезапуске или новой серии. Как Брюс Уэйн, он известен как «самый завидный жених Готэма» и периодически делает вид, что с кем-нибудь встречается, а позже расстаётся.
В число других заметных союзников Бэтмена входит Барбара Гордон — дочь комиссара Гордона и бывшая Бэтгёрл, которая после огнестрельного ранения передвигается в инвалидном кресле и более известна как компьютерный хакер Оракул, а новой Бэтгёрл стала Кассандра Кейн. На некоторое время Уэйна на посту Бэтмена заменял Азраил, ныне потенциальный убийца. Стефани Браун, известная как Спойлер, а также недолгое время — как Робин, вместе с Охотницей работает в Готэме и иногда помогает Бэтмену. Ещё одним его союзником является Бэтвумен.
Отдельно стоит отметить Харви Дента, который работал окружным прокурором Готем-сити и помогал Бэтмену и комиссару Гордону до превращения в суперзлодея Двуликого.

### Враги
Бэтмен встречался с массой врагов, от обычных преступников до диковинных суперзлодеев, а некоторые из его противников являются узнаваемыми персонажами в поп-культуре, к примеру, Джокер. Большинство отрицательных персонажей в историях о Бэтмене пережили схожие трагические события, что и сам Уэйн, но выбрали путь преступников. «Самый непримиримый враг» Бэтмена — Джокер, психопат-убийца, загримированный под клоуна, являющийся «олицетворением иррациональности» и всего того, против чего борется Бэтмен.

## Силы и способности
Бэтмен является одним из супергероев, не обладающих сверхспособностями, а использующих исключительно собственный интеллект и физическую подготовку с гаджетами. Бэтмен — лучший в мире детектив (World’s Greatest Detective). В первой сюжетной линии Гранта Моррисона, JLA, Супермен описывает его как «самого опасного человека на Земле», способного в одиночку победить целую группу пришельцев с суперспособностями. Бэтмен — мастер маскировки и часто пользуется именем известного гангстера Спички Мэлоуна для сбора информации внутри преступного сообщества. Кроме этого, персонаж часто описывался как один из величайших мастеров боевых искусств во вселенной DC, который успешно противостоял многим мастерам единоборств, таким как Леди Шива, Бронзовый Тигр и Ричард Дракон.
Не менее необыкновенными способностями являются возможности его ума. Так, его IQ достигает значения 192, а аналитические способности не менее высоки. Совершенствуясь, он также изучал и различные науки: разгадывание загадок, биологию, математику, физику, географию и историю, криминологию, информатику, химию; хорошо знаком с мифологией; обладает идеальной фотографической памятью и дедуктивным мышлением.

## Костюм и оборудование

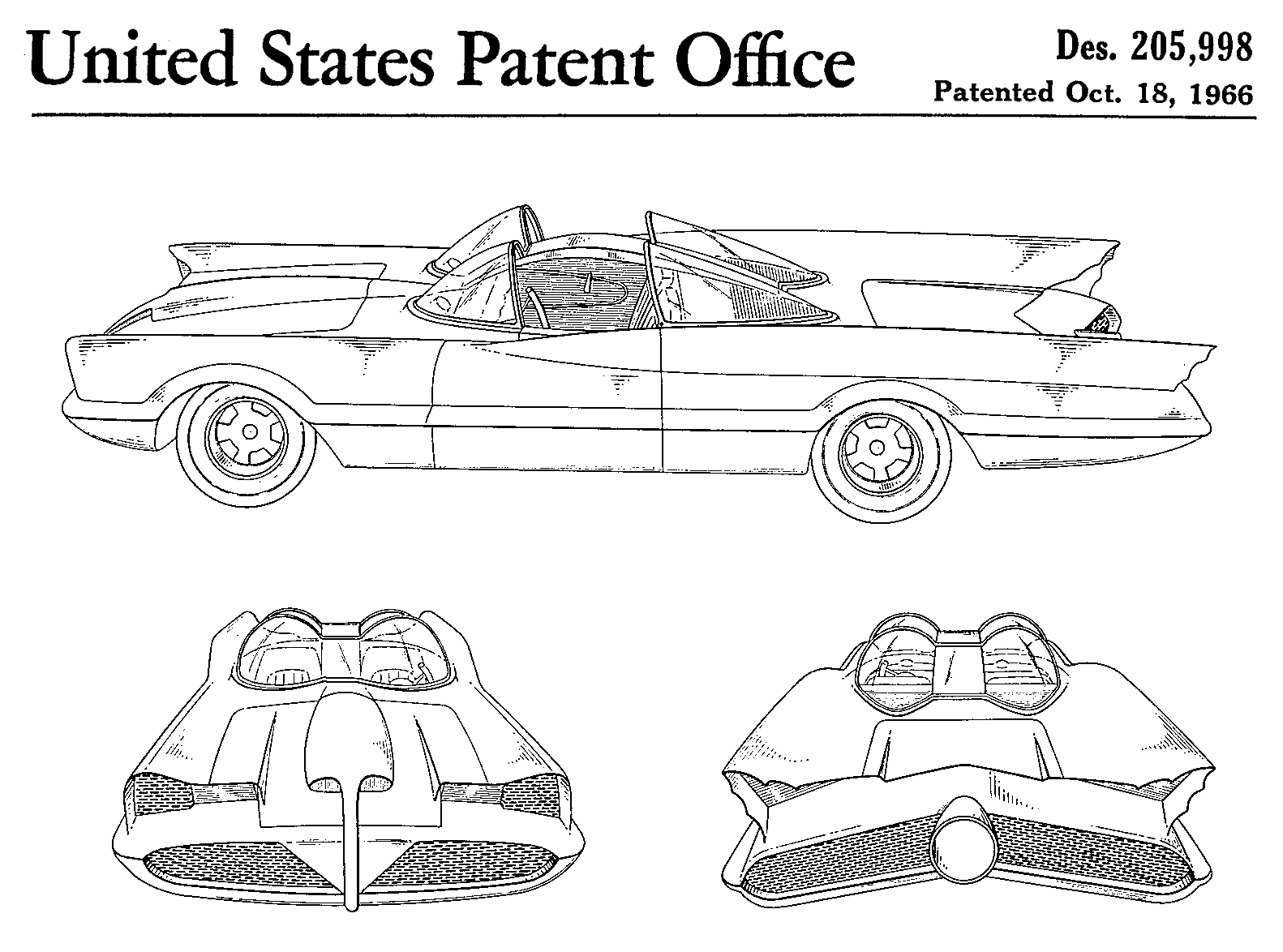
Бэтмобиль из телесериала 1966 года, созданный Джорджем Барисоном на основе концепт-кара Lincoln Futura

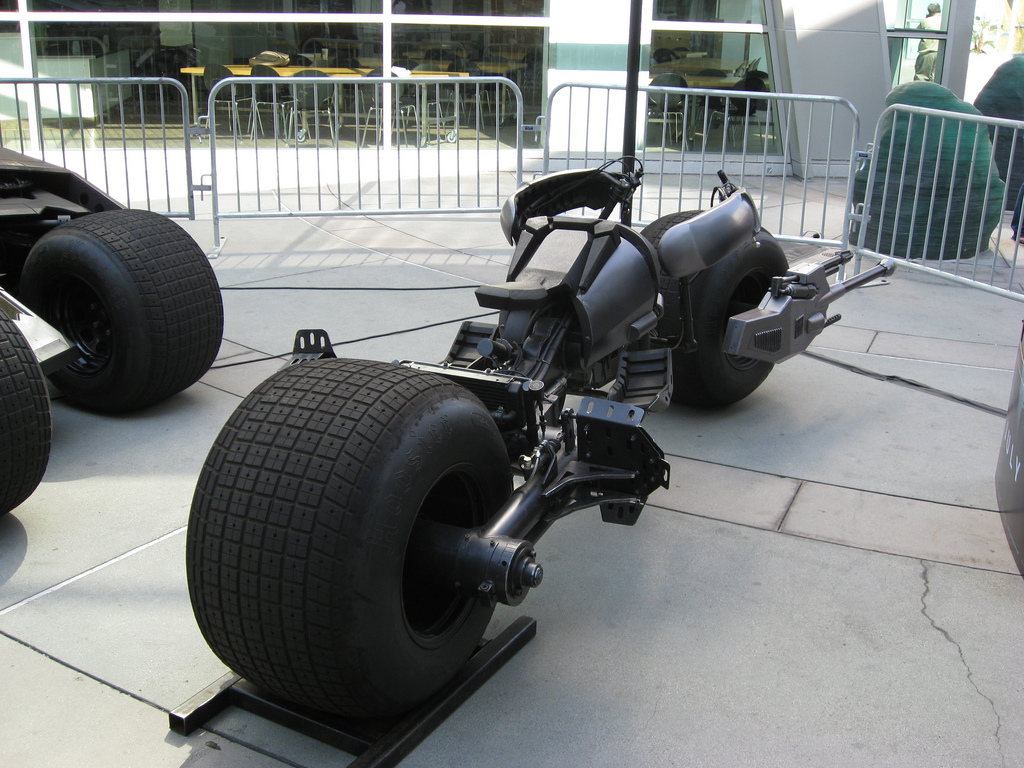
Бэтпод из фильмов «Тёмный рыцарь» и «Тёмный рыцарь: Возрождение легенды», ставший более современным аналогом бэтцикла

Костюм Бэтмена в виде летучей мыши используется в качестве инструмента для запугивания преступников. Внешний вид костюма неоднократно менялся, но основные отличительные черты остаются постоянными, такие как маска с небольшими ушами, очертаниями схожими с ушами летучей мыши, длинный плащ особой конструкции, позволяющий летать и во время полёта похожий на крылья всё той же летучей мыши, а также неизменная эмблема на груди костюма и пояс с оружием и техническими приспособлениями. Традиционные цвета костюмов — иссиня-чёрный, серый и тёмно-синий, а в последних сюжетах — практически полностью чёрный, более схожий с бронёй. Вариант Боба Кейна и Билла Фингера изображал Бэтмена в сером костюме с чёрным плащом и маской-капюшоном, однако метод колорирования печатных изданий тех годов не позволял использовать чёрный цвет, а потому плащ был окрашен в тёмно-синий. Ларри Форд в своей книге объяснил использование тёмных цветов тем, что это наиболее подходит для создания образа «плохих парней». На руках Бэтмена обычно видны вставки в виде трёх острых гребешков, которые закреплены на длинных перчатках, хотя в первых выпусках герой носил короткие перчатки, не сильно отличающиеся от обычных. Жёлтый эллипс с чёрным логотипом на груди был добавлен в 1964 году и впоследствии стал своеобразной «торговой маркой» героя, аналогичной латинской букве S у Супермена. Общий вид костюма — размер плаща, маски, ушей — менялся в зависимости от художника. Деннис О’Нил отмечал: «Сейчас мы говорим, что у Бэтмена в Бэтпещере висит двести костюмов, а потому они не должны всегда совпадать. Все любят рисовать Бэтмена, и каждый хочет добавить что-то своё».
Бэтмен использует большой арсенал специализированных гаджетов, в которых обычно тоже присутствует мотив образа летучих мышей. Пояс Бэтмена был создан Граднером Фоксом и впервые представлен в выпуске Detective Comics № 29 в сентябре/октябре 1939 года, а первое оружие с тематикой летучих мышей — бэтаранг — появилось в № 31. Основным средством передвижения Бэтмена является бэтмобиль, который обычно внешне похож на высокотехнологичный автомобиль со спойлерами в виде крыльев. Иногда персонаж пользуется летательным аппаратом бэтапланом, бэтлодкой или бэтциклом. Сам Бэтмен редко употребляет приставку «бэт-», но она иногда используется другими персонажами в качестве ссылок на устройство, изобретённое Бэтменом, например, бэткомпьютер, бэтсканер, бэтрадар и другие.
В рассказе о гаджетах Бэтмена нельзя обойти вниманием специальный пояс, в котором он хранит своё снаряжение во время полевых операций. Этот пояс всегда выручает Тёмного рыцаря в трудную минуту, предоставляя ему возможность быстро найти нужное устройство и без промедления им воспользоваться. Всё снаряжение распределено по жёстким гильзам или мягким «карманам», пристёгнутым к поясу.
Важными деталями в историях о Бэтмене являются так называемые бэтсигнал и бэтпещера. Первый представляет собой прожектор с фильтром в виде летучей мыши, установленный на здании департамента полиции Готэма, который при включении создаёт в небе символ летучей мыши. История происхождения бэтсигнала менялась в зависимости от вселенной и перезапусков персонажа. В 1950-х годах в комиксах присутствовала и особая телефонная линия, которой пользовался комиссар Гордон, — бэт-телефон.
Бэтпещера выполняет функции штаб-квартиры Бэтмена и является местом хранения оборудования, костюмов, оружия и транспорта, а иногда — и командным центром, например, для Лиги Справедливости. Она находится под фундаментом особняка Уэйнов и согласно сюжетной линии Batman: The Return of Bruce Wayne (с англ. — «Бэтмен: Возвращение Брюса Уэйна») была построена его предками ещё в конце XIX века, а в Batman: Shadow of the Bat (с англ. — «Бэтмен: Тень летучей мыши») и в фильме 2005 года «Бэтмен: Начало» показано, что частью пещеры является подземная железная дорога. В теории, о существовании такого места, как бэтпещера, известно многим союзникам и врагам Бэтмена, но её точное местонахождение известно лишь нескольким.

## Культурный аспект

### Популярность

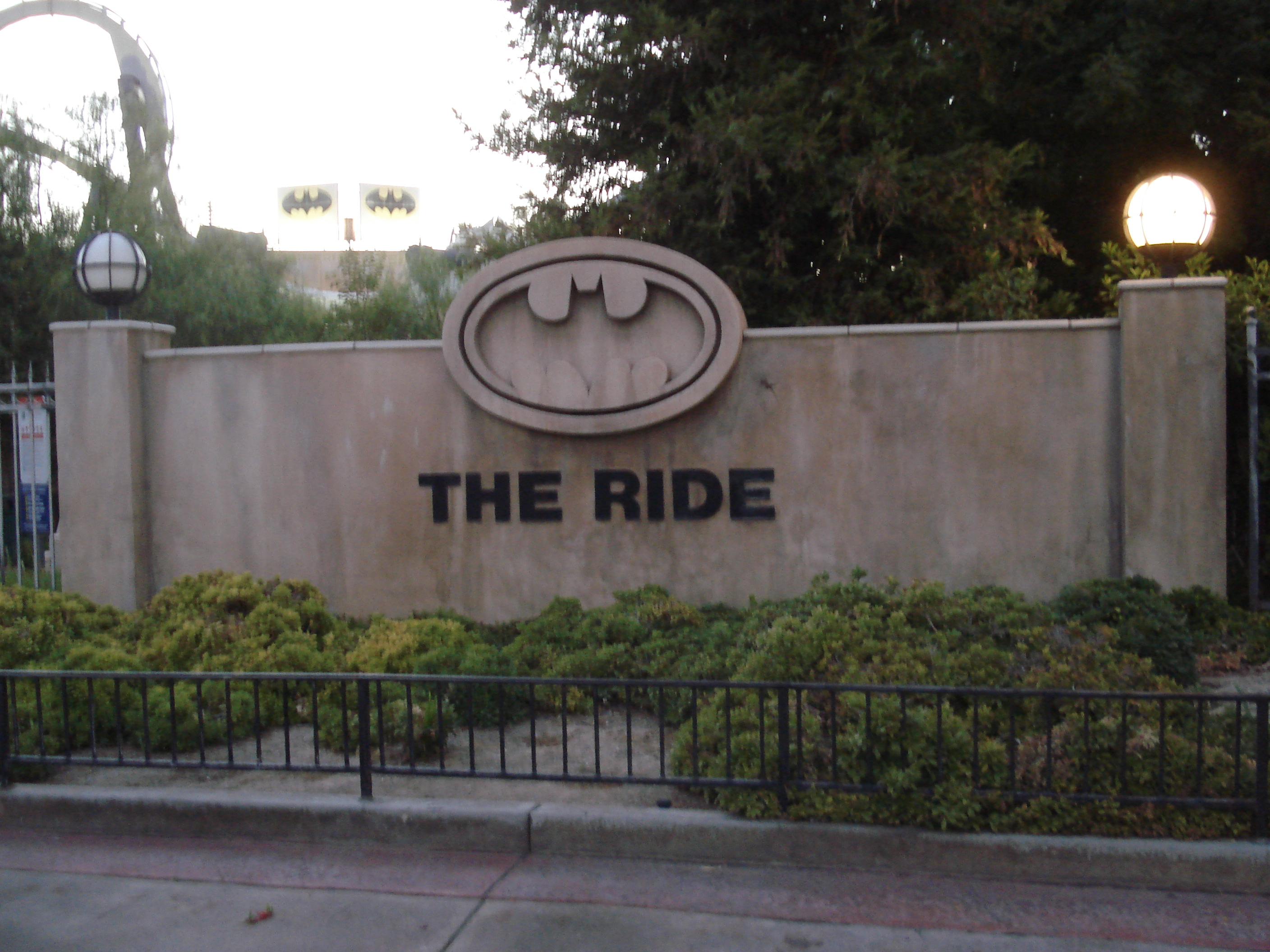
Вход в тематический парк аттракционов в Калифорнии

Первое появление Бэтмена вне комиксов случилось в 1943 году, когда вслед за растущей популярностью персонажа несколько газет начали публиковать собственные истории о нём. Боб Кейн, оценив возможности средств массовой информации, самолично занялся продвижением персонажа Бэтмена и активно работал над этим в период между 1943 и 1946 годом вместе с художниками Доном Кэмероном и Элвином Шварцем.
Бэтмен стал признанной иконой поп-культуры во всём мире, а присутствие персонажа распространилось далеко за пределы серий комиксов. Заметный всплеск популярности Бэтмена приходится на 1989 год благодаря выходу фильма Тима Бёртона «Бэтмен», который сопровождался масштабной маркетинговой компанией. Дэвид Финкельштейн из журнала The Guardian в своей статье, посвящённой шестидесятой годовщине персонажа, высказывает мнение, что несмотря на то, что персона Бэтмена размыта бесконечными переосмыслениями, это не помешало ей прочно закрепиться в современной массовой культуре и стать одновременно и символом, и финансово успешным товаром. Журнал Forbes помещал Брюса Уэйна во все свои списки богатейших вымышленных персонажей, опубликованных в 2002, 2005, 2006, 2007, 2008, 2010, 2011, 2012, 2013 годах, а издание BusinessWeek включило героя в свой список самых умных вымышленных персонажей американских комиксов. Журнал Entertainment Weekly включил Бэтмена в рейтинг двадцати лучших героев поп-культуры, а Майкл Китон и его исполнение роли Бэтмена в экранизации 1989 года удостоились места в списке 100 лучших героев и злодеев по версии AFI. Дебютный выпуск Бэтмена Detective Comics № 27 считается одним из самых ценных комиксов за всю историю. В 2010 году копия выпуска, качество которой было оценено специальной компанией CGC в 7 баллов из 10, была продана на аукционе за $1 075 000.
Бэтмен стал предметом анализа в нескольких книгах. Доктор Уилл Брукер стал автором книги Вatman Unmasked: Analyzing a Cultural Icon (с англ. — «Бэтмен снимает маску: Анализ культурной иконы»), в которой проводит тщательный разбор биографии персонажа, разделяя её на периоды по десятилетиям, и делает выводы о причинах мировой популярности Бэтмена. По мнению Брукера, программа Великое общество, предложенная президентом США Линдоном Джонсоном, в полной мере отражена в комиксах о Бэтмене. Брюс Уэйн — бизнесмен и филантроп, жертвует деньги на благотворительность, что в полной мере сочетается со мнением Джонсона о перераспределении финансовых ресурсов.

## Вне комиксов

Актёры, исполнившие роль Бэтмена в фильмах живого действия.
Сверху: Льюис Уилсон, Роберт Лоури, Адам Уэст и Майкл Китон
Центр: Кевин Конрой (Брюс Уэйн), Вэл Килмер, Джордж Клуни и Кристиан Бейл
Снизу: Бен Аффлек, Давид Мазуз, Иэн Глен (Брюс Уэйн) и Роберт Паттинсон

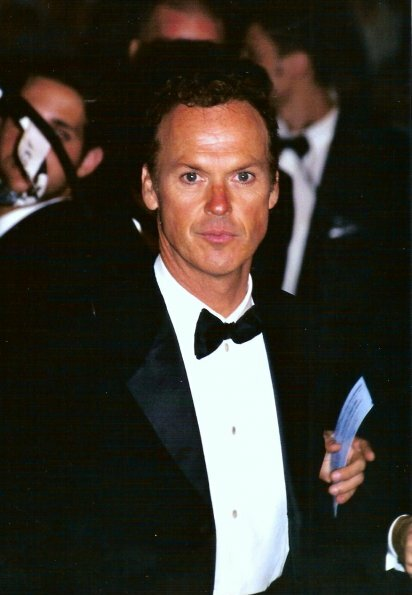
Майкл Китон сыграл Бэтмена в фильме 1989 года, что позволило возродить популярность персонажа

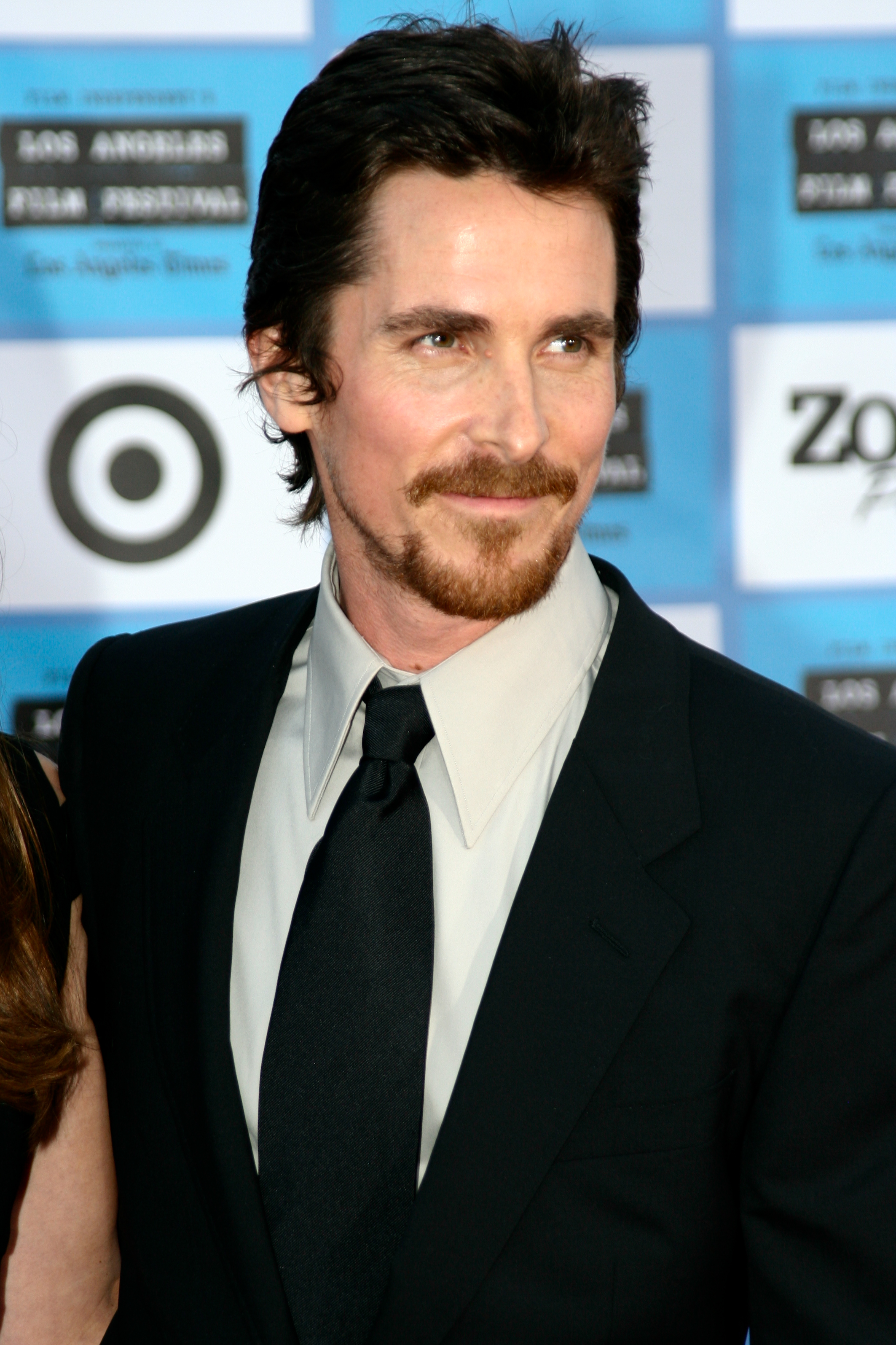
Кристиан Бейл исполнил роль Бэтмена в трилогии Кристофера Нолана

Помимо комиксов, персонаж был адаптирован для газетных публикаций, театральных постановок, мультипликации и кино. Первым появлением Бэтмена вне основных серий стала газетная полоса в виде небольшого комикса, которая появлялась с 25 октября 1943 года. В том же году вышла первая киноадаптация героя — «Бэтмен», состоящая из пятнадцати эпизодов, а Льюис Уилсон стал первым актёром, воплотившим образ Бэтмена на экране. Отдельных радиопостановок о Бэтмене никогда не выходило, однако он делал гостевые появления в радиопередачах, посвящённых Супермену, начиная с 1945 года. Вторая экранизация, «Бэтмен и Робин», вышла в 1949 году, а роль главного героя исполнил Роберт Лоури. Первые экранизации 1940-х годов дали начало растущей популярности Бэтмена среди тех, кто не читал комиксы, сделав его имя «нарицательным для миллионов людей».
В 1964 году в антологии коротких историй Come Back, Dr. Caligari (с англ. — «Возвращайтесь, доктор Калигари») писателя Дональда Бартелма появился рассказ The Joker’s Greatest Triumph (с англ. — «Величайший триумф Джокера»), где Бэтмен был представлен отрицательным персонажем, хитрецом и состоятельным человеком.
Премьера телесериала «Бэтмен» с Адамом Уэстом в главной роли состоялась в январе 1966 года на телеканале ABC. Сериал оказал влияние не только на поп-культуру, но и стал основной для комикс-сюжетов о Бэтмене в течение последующих десятилетий. Адам Уэст в своих мемуарах Back to the Batcave (с англ. — «Возвращение в Бэтпещеру») отмечает свою нелюбовь к жанровой составляющей сериала — слегка комедийной, схожей с памфлетом или шаржем. Сериал включает в себя 120 серий и, несмотря на широкую популярность среди поклонников комиксов, был отменён в 1968 году из-за изменившейся политики телеканала, который больше не был заинтересован в продолжении подобного телешоу. В перерыве между первым и вторым сезонами сериала в 1966 году была выпущена театральная постановка. Автором заглавной композиции стала группа The Kinks, и сама песня позже вошла в один из их студийных альбомов. Популярность телесериала привела к первой анимационной адаптации героя — мультсериалу «Приключения Бэтмена», а позже ещё двум — «Час Бэтмена/Супермена» и «Бэтмен и Робин Чудо-мальчик», которые выходили с 1968 по 1977 год. С 1973 по 1986 год Бэтмен появлялся в качестве одного из главных персонажей мультсериала «Супердрузья», где его озвучил Олан Соул, а в некоторых эпизодах — Адам Уэст. В 1999 году планировался запуск телесериала «Брюс Уэйн», рассказывающего о молодых годах жизни Бэтмена, однако когда Warner Bros. начала строить долгосрочные перспективы относительно перезапуска франшизы, телесериал был отменён, чтобы события не шли вразрез с готовящимся фильмом «Бэтмен: Начало».
В 1989 году вышла высокобюджетная экранизация Тима Бёртона «Бэтмен», где главную роль сыграл Майкл Китон. Фильм имел огромный успех и стал не только самым кассовым фильмом 1989 года, но и занимал пятую строчку в списке самых кассовых картин за всё время. Вслед за первой частью вышло три сиквела — «Бэтмен возвращается» в 1992 году, «Бэтмен навсегда» в 1995 и «Бэтмен и Робин» в 1997 году. Режиссёром двух последних картин стал Джоэл Шумахер, а Майкл Китон был заменён Вэлом Килмером и Джорджем Клуни в каждом из фильмов. Второй фильм Шумахера не стал успешным, в результате чего компания Warner Bros. решила отменить запланированный выпуск пятого фильма, и франшиза ушла почти на десятилетний перерыв. Китон вновь сыграл Бэтмена в ленте 2023 года «Флэш».

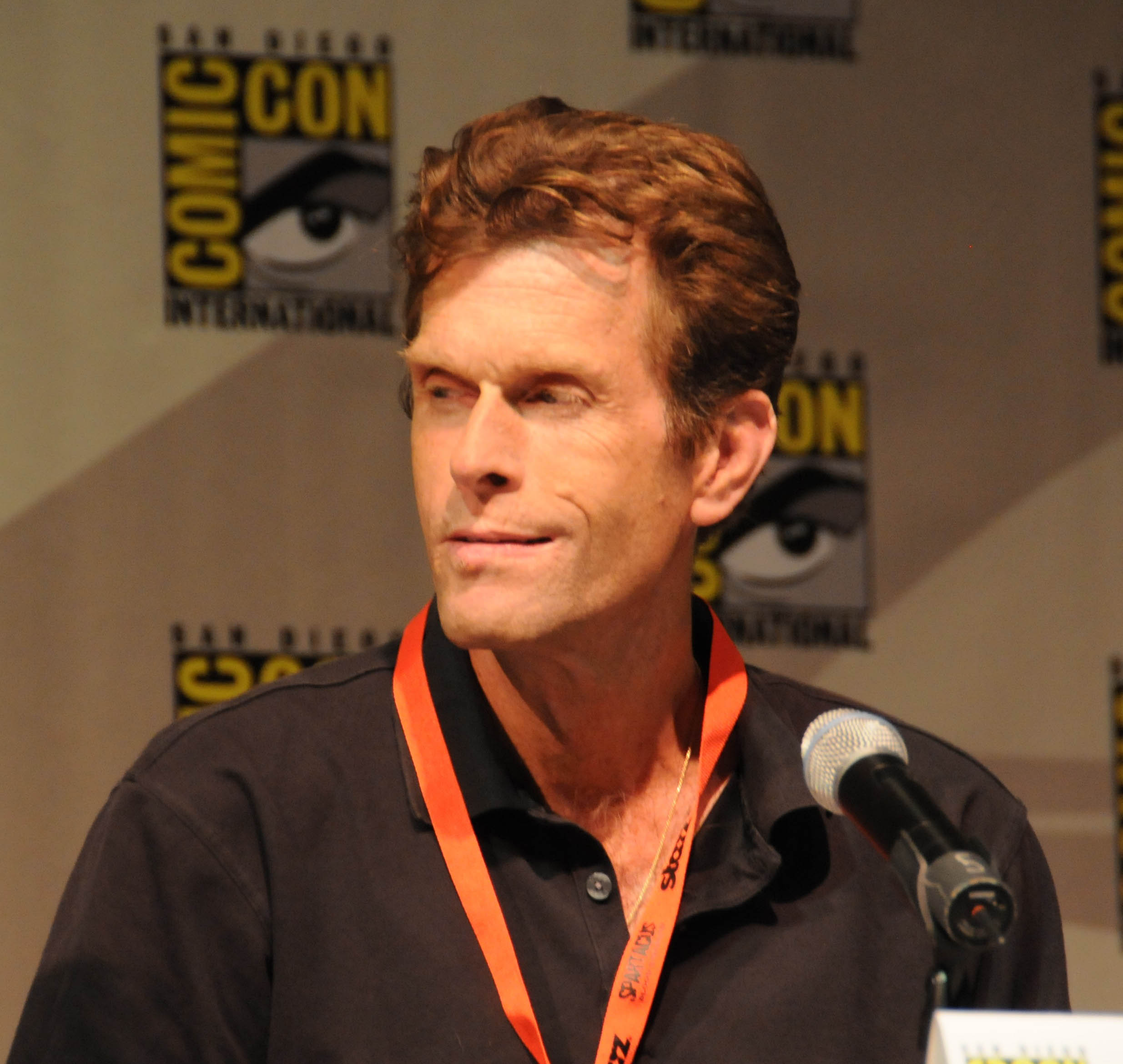
Кевин Конрой озвучил Бэтмена во множестве мультфильмов и компьютерных игр начиная с 1992 года, а также исполнил роль Бэтмена во Вселенной Стрелы

В 1992 году состоялся дебют анимационного телесериала «Бэтмен», который стал первым мультсериалом компании Warner Bros. Animation, входящим в анимационную вселенную DC. Вслед за сериалом вышел его спин-офф «Бэтмен: Маска Фантазма» в 1993 году, а также несколько других мультсериалов, сюжетно связанных между собой, в том числе «Новые приключения Бэтмена», «Бэтмен будущего» и «Лига справедливости», в каждом из которых Бэтмена озвучил Кевин Конрой. В 2004 году дебютировал анимационный сериал «Бэтмен», где голосом Бэтмена стал Рино Романо, а в 2008 году мультсериал был заменён новым — «Бэтмен: Отважный и смелый», где главного героя озвучивает Дитрих Бадер.
Помимо анимационных сериалов, персонаж появился в одиннадцати полнометражных direct-to-video мультфильмах, как основанных на анимационных сериалах («Бэтмен и Мистер Фриз», «Бэтмен будущего: Возвращение Джокера») и комиксах («Супермен/Бэтмен: Враги общества», «Бэтмен: Под красным колпаком»), так и являющихся кроссовер-релизами, такими как «Бэтмен против Дракулы», или короткометражными фильмами («Бэтмен: Тупик»). Было выпущено несколько фильмов с участием Бэтмена, никак не связанных со вселенной DC. Первый из них, «Batman Dracula», был срежиссирован Энди Уорхолом в 1964 году, и после вышло ещё несколько десятков от фанатских CGI-мультфильмов до полупрофессиональных, таких как неизданный фильм о Дике Грейсоне 2004 года, трейлеры которого были доступны в сети Интернет, или пародийных, таких как «Robin’s Big Date» 2005 года.
В 2005 году режиссёр Кристофер Нолан снял новый фильм о персонаже — «Бэтмен: Начало» с Кристианом Бейлом в роли Бэтмена, а в 2008 году — сиквел, «Тёмный рыцарь», который стал одним из самых кассовых фильмов за всю историю и до 2011 года был рекордсменом, собравшим самую большую сумму за дебютный выходной проката. Второй и последний сиквел Нолана, «Тёмный рыцарь: Возрождение легенды», вышел в 2012 году.
В сериале «Готэм», начавшемся в 2014 году, роль тринадцатилетнего Брюса Уэйна исполнил актёр Давид Мазуз. «Готэм» сосредоточен в основном на приключениях молодого Джима Гордона, однако очень много внимания уделяется и Брюсу. С течением времени образ Брюса приобретает всё более каноничный характер, начиная от убийства родителей, заканчивая решением отчистить Готэм от преступников. В образе Бэтмена он будет показан только в финальном эпизоде (его костюм очень похож на костюм Кристиана Бэйла), но фактическое превращение Брюса в борца с преступностью состоялось уже в конце третьего сезона и получает дальнейшее развитие вплоть до финала.
Бэтмен является протагонистом дилогии мультфильмов «Лего. Фильм» (2014—2019 гг.) и её спин-оффа «Лего Фильм: Бэтмен» (2017 г.). Роль озвучил Уилл Арнетт.

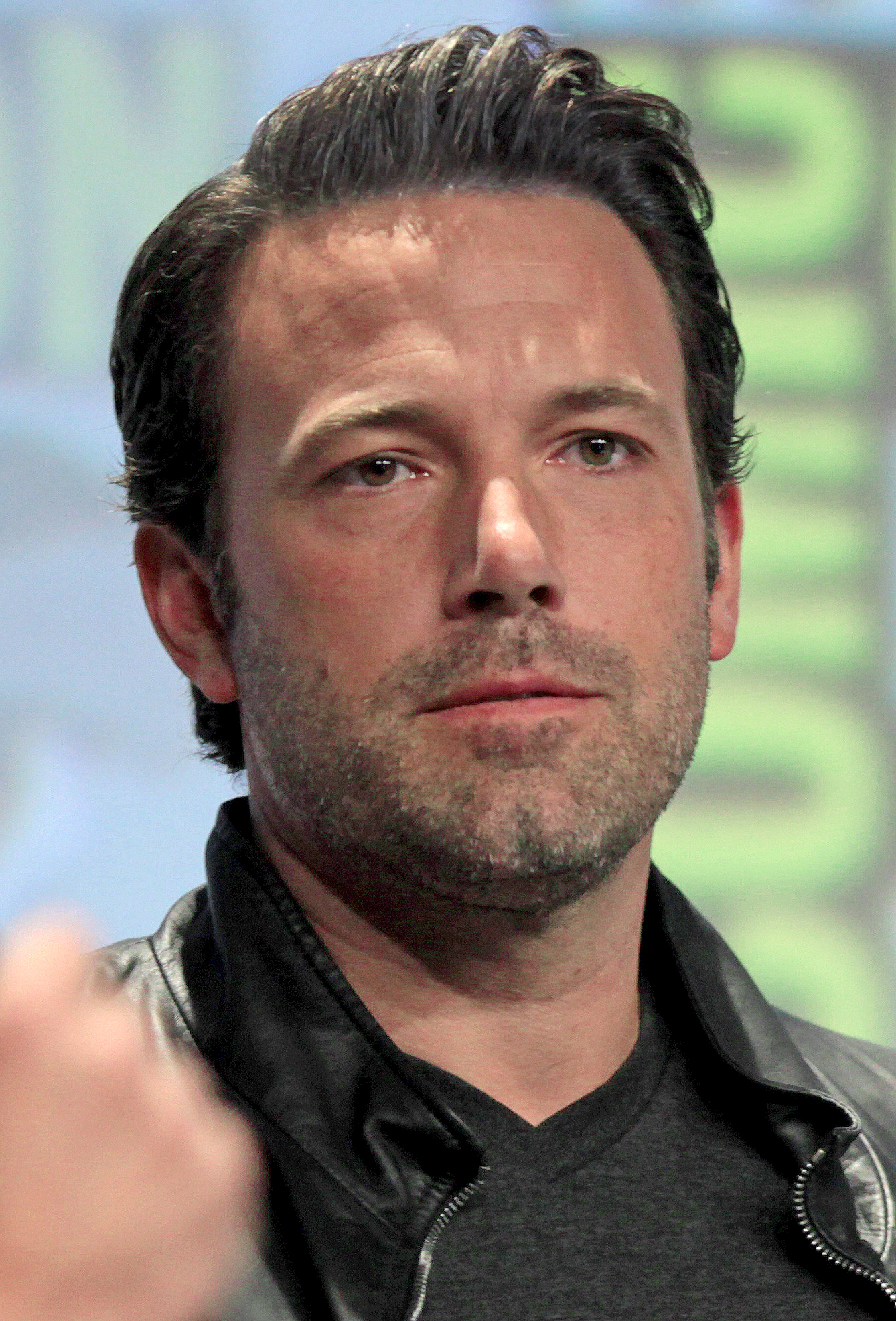
Бен Аффлек исполнил роль Бэтмена в пяти фильмах DCEU начиная с фильма 2016 года «Бэтмен против Супермена: На заре справедливости»

В фильмах 2016 и 2017 гг. «Бэтмен против Супермена: На заре справедливости» и «Лига справедливости» роль Брюса Уэйна исполнил актёр Бен Аффлек. В фильме «Отряд самоубийц» Аффлек появился в роли Бэтмена в качестве камео. Также герой появляется в картинах «Лига справедливости Зака Снайдера» 2021 года и «Флэш» 2023 года.

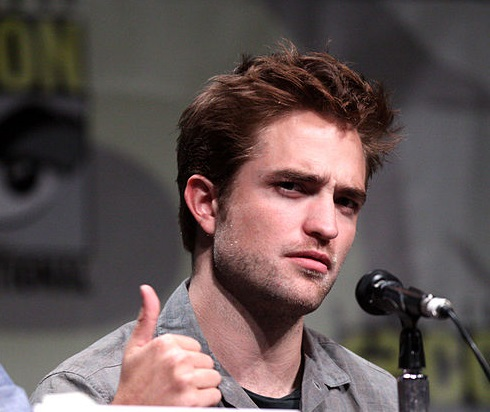
Роберт Паттинсон исполнил роль Бэтмена в фильме «Бэтмен» режиссёра Мэтта Ривза

В предстоящем сольном фильме о Бэтмене предполагалось, что Бен снова сыграет Бэтмена, который также выступит сценаристом, режиссёром и продюсером проекта. В этой версии противником героя выступит Детстроук, ранее дебютировавший в DCEU в сцене после титров «Лиги справедливости Зака Снайдера». Однако в феврале 2019 года Бен Аффлек отказался от роли, а за ним и съёмочная группа покинула проект. Режиссёр Мэтт Ривз объявил, что новым Бэтменом станет Роберт Паттинсон. Позже Аффлек объяснял, что на его решение повлияли отсутствие энтузиазма в отношении проекта и возраст.
Новая версия Бэтмена появится в фильме «Отважный и смелый», который войдёт во франшизу «Вселенная DC» (DCU). В центре сюжета будут Бэтмен и его сын — Дэмиен Уэйн.
В 2002 году Джим Штейнман, Дэвид Айвз и Тим Бёртон работали над концепцией создания мюзикла о Бэтмене, и несмотря на то, что проект был отменён, Штейнман выпустил пять композиций, написанных им для мюзикла, которые вошли в альбом «Bat Out of Hell III: The Monster Is Loose» американского рок-певца Мита Лоуфа, а также их можно услышать на памятном сайте мюзикла. Летом 2011 года в Великобритании стартовало мировое турне проекта «Batman Live World Tour». Проект включает в себя театральные постановки, трюки, музыкальные номера, и посетить выступление можно будет в Великобритании, Европе и Северной Америке.
Первая видеоигра о Бэтмене вышла в 1986 году и была адаптирована для платформ ZX Spectrum и Amstrad CPC. С тех пор вышло более двух десятков отдельных видеоигр, последняя из них, Batman: The Telltale Series, вышла в 2016 году.
Помимо изданий DC Comics Бэтмен появлялся в качестве персонажа книг и других литературных произведений, события которых не имеют связи со вселенной DC. В 2000 году состоялся релиз манги Batman: Child of Dreams (с англ. — «Бэтмен: Ребёнок мечты»), которую создал Киа Асамия, а чуть позже — Batman: Dark Mask (с англ. — «Бэтмен: Тёмная маска») Нацумэ Ёсинори и Bat-Manga!: The Secret History of Batman in Japan (с англ. — «Бэт-Манга!: Тайная история Бэтмена в Японии») Дзиро Куватани. В течение последних лет были опубликованы новеллизации каждого из вышедших фильмов, а также сборники и руководства, например The Batman Handbook: The Ultimate Training Manual (с англ. — «Справочник Бэтмена: Полное обучающее руководство», ISBN 1-59474-023-2) автора Скотта Батти, а также шуточный The Worst-Case Scenario Survival Handbook (с англ. — «Справочник по выживанию при наихудшем развитии событий»), один из выпусков которого был посвящён Бэтмену и включал такие главы как «Как натренировать напарника», «Как выжить после воздействия ядовитого газа», «Как забросить крюк» и другие. Символика Бэтмена встречается в детских книгах, журналах для раскрашивания, игрушках и одежде.
Бэтмен стал одним из самых популярных персонажей, выпущенных в виде коллекционных фигурок. Начиная с 1940 года он регулярно появляется в официальных линиях фигурок DC совместно с другими компаниями, такими как Hasbro и Mattel. Общее число выпущенных коллекций с участием Бэтмена превышает отметку в тридцать, включая одиночные, командные и линии по мотивам фильмов и сериалов.
Имя персонажа носят несколько парков развлечений по всему миру. Пять из них принадлежат компании «Шесть флагов»: Batman: The Ride в девяти городах США, Мексики; The Dark Knight Coaster в четырёх городах; аттракцион Batman and Robin: The Chiller в двух городах; Gotham City в штате Джорджия, практически аналогичный Batman: The Ride, и аттракцион Batman: The Riddler’s Revenge в Калифорнии. Тремя владеет компания Warner Bros. — в австралийском Голд-Косте, испанском Мадриде и немецком Ботропе.

### Расширенная вселенная DC
Бен Аффлек исполнил роль постаревшего Брюса Уэйна/Бэтмена в пяти фильмах Расширенной вселенной DC, а Роберт Паттинсон исполнил роль более молодого Брюса Уэйна/Бэтмена в своём собственном фильме:
- «Бэтмен против Супермена: На заре справедливости» (2016) режиссёра Зака Снайдера.
- «Отряд самоубийц» (2016) режиссёра Дэвида Эйера.
- «Лига справедливости» (2017) режиссёров Джосса Уидона и Зака Снайдера.
- «Лига справедливости Зака Снайдера» (2021) режиссёра Зака Снайдера.
- «Бэтмен» (2022) режиссёра Мэтта Ривза.
- «Флэш» (2023) режиссёра Энди Мускетти.

### Пародии
- «Муви 43» / Movie 43 (США; 2013) в роли Бэтмена Джейсон Судейкис.
- «Бэт-палец»

### Игры
| Год  | Название                           | Студия                      |
| ---- | ---------------------------------- | --------------------------- |
| 1986 | Batman                             | Ocean Software              |
| 1988 | Batman: The Caped Crusader         | Special FX Software         |
| 1989 | Batman                             | Ocean Software              |
| 1989 | Batman                             | Ocean Software              |
| 1992 | Batman: Return of the Joker        | Dentons                     |
| 1992 | Batman Returns                     |                             |
| 1995 | Batman Forever                     | Probe Entertainment         |
| 1997 | Batman & Robin                     | Probe Entertainment         |
| 2000 | Batman Beyond: Return of the Joker | Kemco                       |
| 2001 | Batman: Vengeance                  | Ubisoft Montreal            |
| 2003 | Batman: Dark Tomorrow              | HotGen                      |
| 2003 | Batman: Rise of Sin Tzu            | Ubisoft Montreal            |
| 2005 | Batman Begins                      | Eurocom                     |
| 2008 | Lego Batman: The Videogame         | Traveller's Tales           |
| 2009 | Batman: Arkham Asylum              | Rocksteady Studios          |
| 2011 | Batman: Arkham City                | Rocksteady Studios          |
| 2011 | Batman: Arkham City Lockdown       | NetherRealm Studios         |
| 2012 | The Dark Knight Rises              | Gameloft                    |
| 2012 | Lego Batman 2: DC Super Heroes     | Traveller's Tales           |
| 2013 | Batman: Arkham Origins Blackgate   | Armature Studio             |
| 2013 | Batman: Arkham Origins             | Warner Bros. Games Montreal |
| 2014 | Lego Batman 3: Beyond Gotham       | Traveller's Tales           |
| 2015 | Batman: Arkham Knight              | Rocksteady Studios          |
| 2015 | Lego Dimensions                    | Traveller's Tales           |
| 2016 | Batman: The Telltale Series        | Telltale Games              |
| 2017 | Batman: The Enemy Within           | Telltale Games              |

### Вопрос сексуальной ориентации
В пятидесятые годы XX века, когда комиксы про Бэтмена были ориентированы, главным образом, на детскую аудиторию, возникли спекуляции на тему относительно возможной гомосексуальности персонажа. Этот вопрос стал частью исследования психолога Фредерика Вертама в его книге «Совращение невинных», где он обрисовал собственную интерпретацию возможных намёков. По его словам, персонаж Бэтмена способен стимулировать сексуальные фантазии детей, в том числе возможные подсознательные гомосексуальные наклонности. Вертам считал, что причина тому — тонкие намёки в тексте историй о возможных интимных отношениях взрослого мужчины Бэтмена и его более юного напарника Робина.
Энди Мёрхест в своём эссе в 1991 году упомянул, что Бэтмен интересен гомосексуальной аудитории как один из первых вымышленных персонажей, который подвергся нападкам относительно его предполагаемой гомосексуальности, однако, несмотря на это, он остаётся образцом мужественности.
Писатели, в разные годы работавшие над созданием образа персонажа, имеют на этот счёт своё мнение. Алан Грант заявил, что занимался написанием историй о Бэтмене в течение тринадцати лет и персонаж геем не является. По его словам, Бэтмен Денни О’Нила, Марва Вольфмана или же оригинальный образ Бэтмена не имеет никаких намёков на гомосексуальность, а такое впечатление могло сложиться только при просмотре двух полнометражных фильмов Джоэла Шумахера. Писатель Дэвид Грейсон прокомментировал, что ответ зависит от того, кому задать такой вопрос, но по его собственному мнению слухи о гомосексуальности Бэтмена ложны. В своё время Фрэнк Миллер описал отношения между Бэтменом и Джокером как «гомофобный кошмар», а на вопрос о возможной сублимации его сексуальных потребностей в виде борьбы с преступниками, Миллер ответил, что «он был бы гораздо здоровее, если бы был геем». Актёр Берт Уорд, который исполнил роль Робина в телесериале 1966 года, упоминал о бытующем мнении в своей автобиографии Boy Wonder: My Life in Tights (с англ. — «Чудо-мальчик: Моя жизнь в трико»), объяснив распространение слухов двояким толкованием некоторых моментов.
Подобные интерпретации двусмысленных моментов продолжают привлекать внимание. Один из ярких примеров произошёл в 2000 году, когда DC Comics отказала в разрешении на перепечатку четырёх панелей из выпусков Batman № 79, 92, 105 и 139, для иллюстрирования работы Кристофера Йорка All in the Family: Homophobia and Batman Comics in the 1950s. В 2005 году художник Марк Чемберлен стал автором нескольких рисунков, изображающих сексуальные отношения Бэтмена и Робина. DC угрожала художнику судебным разбирательством и направила иск в отношении галереи Кейтлин Каллен, призывая их прекратить продажу рисунков и выплатить им всю прибыль, полученную от продаж.
В 2012 году журнал Out включил Бэтмена и Робина в список «Самых гомосексуальных героев комиксов». В том же году Грант Моррисон в интервью журналу Playboy назвал Бэтмена «очень, очень гомосексуальным», добавив, что использует это определение отнюдь не в уничижительном смысле:
Очевидно, что как герой комиксов он должен быть гетеросексуален, но по сути он абсолютно гомосексуален. Я думаю, именно поэтому он так всем нравится. Все эти женщины без ума от него, облачаются в самые откровенные наряды и прыгают по крышам, чтобы заполучить его. Но ему всё равно — ему куда интереснее общество старика [Альфред] и юного парня [Робин].

## Награды
В мае 2011 года Бэтмен занял 2 место в списке «Сто лучших героев комиксов всех времён» по версии IGN, уступив Супермену.
За свою историю Бэтмен был удостоен множества наград, в том числе:
| Награды и номинации | Награды и номинации | Награды и номинации                     | Награды и номинации                                                           | Награды и номинации |
| Год                 | Награда             | Категория                               | Номинант                                                                      | Результат           |
| ------------------- | ------------------- | --------------------------------------- | ----------------------------------------------------------------------------- | ------------------- |
| 1987                | Премия Кирби        | Лучший отдельный выпуск                 | Dark Knight № 1                                                               | Победа              |
| 1987                | Премия Кирби        | Лучшая законченная серия                | Dark Knight                                                                   | Победа              |
| 1987                | Премия Кирби        | Лучший графический альбом               | Dark Knight                                                                   | Победа              |
| 1987                | Премия Кирби        | Лучшая команда художников               | Dark Knight, Фрэнк Миллер, Клаус Дженсен и Линн Вэрли                         | Победа              |
| 1989                | Премия Айснера      | Лучший графический альбом               | Batman: The Killing Joke                                                      | Победа              |
| 1989                | Премия Айснера      | Лучший писатель                         | Batman: The Killing Joke, Алан Мур                                            | Победа              |
| 1992                | Премия Айснера      | Лучший художник                         | Batman: Judgement on Gotham, Саймон Байсли                                    | Победа              |
| 1994                | Премия Айснера      | Лучший отдельный выпуск                 | Batman Adventures: Mad Love                                                   | Победа              |
| 1995                | Премия Айснера      | Лучший отдельный выпуск                 | Batman Adventures Holiday Special                                             | Победа              |
| 1996                | Премия Айснера      | Лучшая серия для молодых читателей      | Batman & Robin Adventures                                                     | Победа              |
| 1996                | Премия Айснера      | Лучший художник                         | Batman: Manbat                                                                | Победа              |
| 1997                | Премия Айснера      | Лучшая антология                        | Batman: Black and White                                                       | Победа              |
| 1997                | Премия Айснера      | Лучшая короткая история                 | «Heroes», Batman: Black & White                                               | Победа              |
| 1998                | Премия Айснера      | Лучшее издание для молодой аудитории    | Batman & Robin Adventures                                                     | Победа              |
| 1998                | Премия Айснера      | Лучший новый графический альбом         | Batman & Superman Adventures: World’s Finest                                  | Победа              |
| 1999                | Премия Айснера      | Лучшая ограниченная серия               | Batman: The Long Halloween                                                    | Победа              |
| 1999                | Премия Айснера      | Лучшая серия для молодой аудитории      | Batman: The Gotham Adventures                                                 | Победа              |
| 1999                | Премия Айснера      | Лучший графический альбом (переиздание) | Batman: The Long Halloween                                                    | Победа              |
| 2000                | Премия Айснера      | Лучший художник                         | Batman: War on Crime, Алекс Росс                                              | Победа              |
| 2000                | Премия Айснера      | Лучшая обложка                          | Batman: No Man’s Land, Batman: Harley Quinn, Batman: War on Crime, Алекс Росс | Победа              |
| 2002                | Премия Айснера      | Лучший графический альбом (переиздание) | Batman: Dark Victory                                                          | Победа              |
| 2003                | Премия Айснера      | Лучший графический альбом (переиздание) | Batman: Black and White                                                       | Победа              |
| 2004                | Премия Айснера      | Лучший графический альбом (переиздание) | Batman Adventures: Dangerous Dames and Demons                                 | Победа              |
| 2007                | Премия Айснера      | Лучшая ограниченная серия               | Batman: Year 100                                                              | Победа              |
| 1989                | Harvey Award        | Лучший художник/график/колорист         | Брайан Болланд, Джо Хиггинс, Batman: The Killing Joke                         | Победа              |
| 1989                | Harvey Award        | Лучший сюжет (единичный выпуск)         | Batman: The Killing Joke                                                      | Победа              |
| 1998                | Harvey Award        | Лучший графический альбом               | Batman Black & White                                                          | Победа              |